# Haná

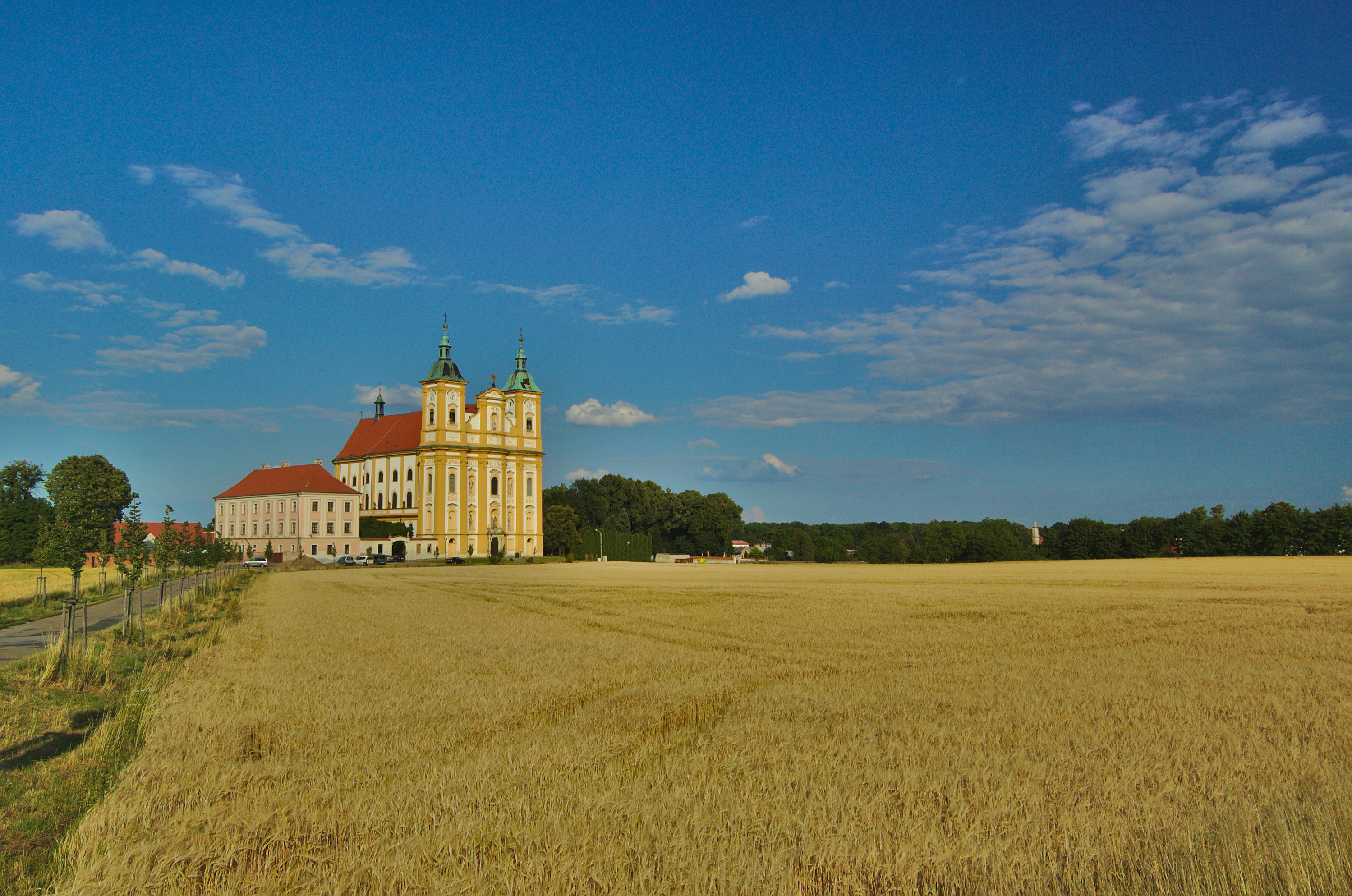
Typická rovinatá krajina centrální Hané. V pozadí poutní a farní kostel Očišťování Panny Marie v Dubu nad Moravou

Haná (německy Hanna nebo Hanakei) je etnografická oblast nacházející se na střední Moravě, v oblasti Hornomoravského úvalu, zhruba na území mezi městy Vyškov, Holešov a Litovel. Větší centra Hané se nacházejí především v nížinách okolo řek Moravy, Bečvy a Hané. Oblast zasahuje do Olomouckého (okresy Šumperk, Olomouc, Prostějov a Přerov), Zlínského (okres Kroměříž) a Jihomoravského kraje (okres Vyškov, Blansko). Jde o významnou zemědělskou oblast, známou vysokou úrodností, kroji a lidovými zvyky.
Haná dala název širší skupině nářečí (nářečí hanácká, hanáčtina), dnes označovaných přesněji jako středomoravská. Hanácké nářečí z dřívější doby je uchováno i v tištěné podobě. Hanácké zpěvohry (nebo také hanácké opery) 18. století zachycuje výbor Copak to ale ta mozeka hraje? (Ignác Plumlovský, Josef Mauritius Bulín, Josef Pekárek), jež k vydání připravil Eduard Petrů.

## Název

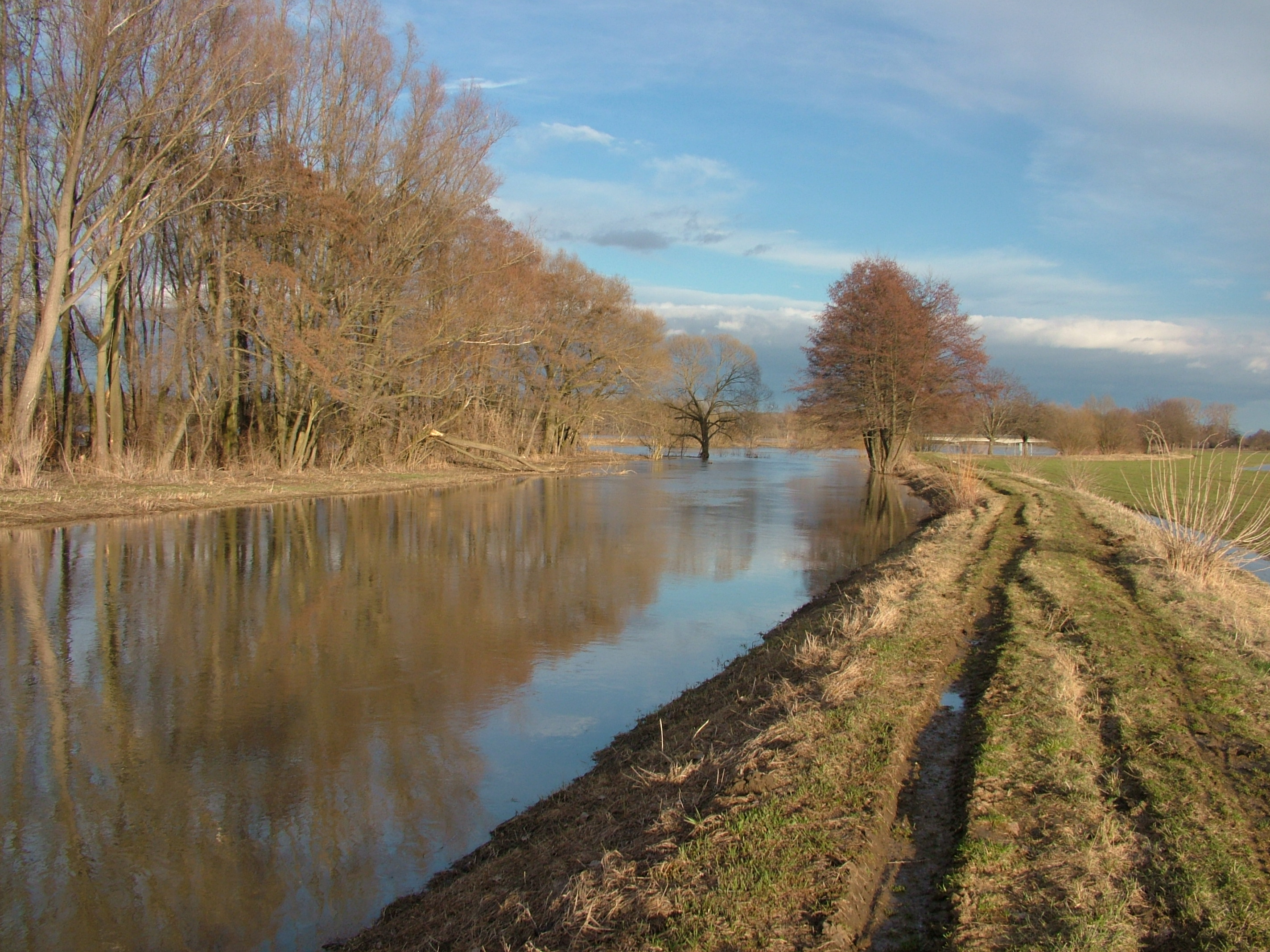
Řeka Haná, těsně před soutokem s Moravou

Název získala tato národopisná oblast po řece Hané, která protéká jižním okrajem regionu a vlévá se do Moravy mezi Kojetínem a Kroměříží. Původ tohoto slova označujícího nejen oblast, ale i zdejší obyvatele, byl dříve nesprávně přikládán historicky neprokázanému knížeti Hanovi. Pojmenování řeky Hané je spolehlivě doloženo již v pramenech ze 13. století, což potvrzuje i bádání topografa Františka Josefa Schwoye. Původ tohoto hydronyma nebyl dosud spolehlivě prokázán, avšak etymologové poukazují na jeho předslovanský původ.

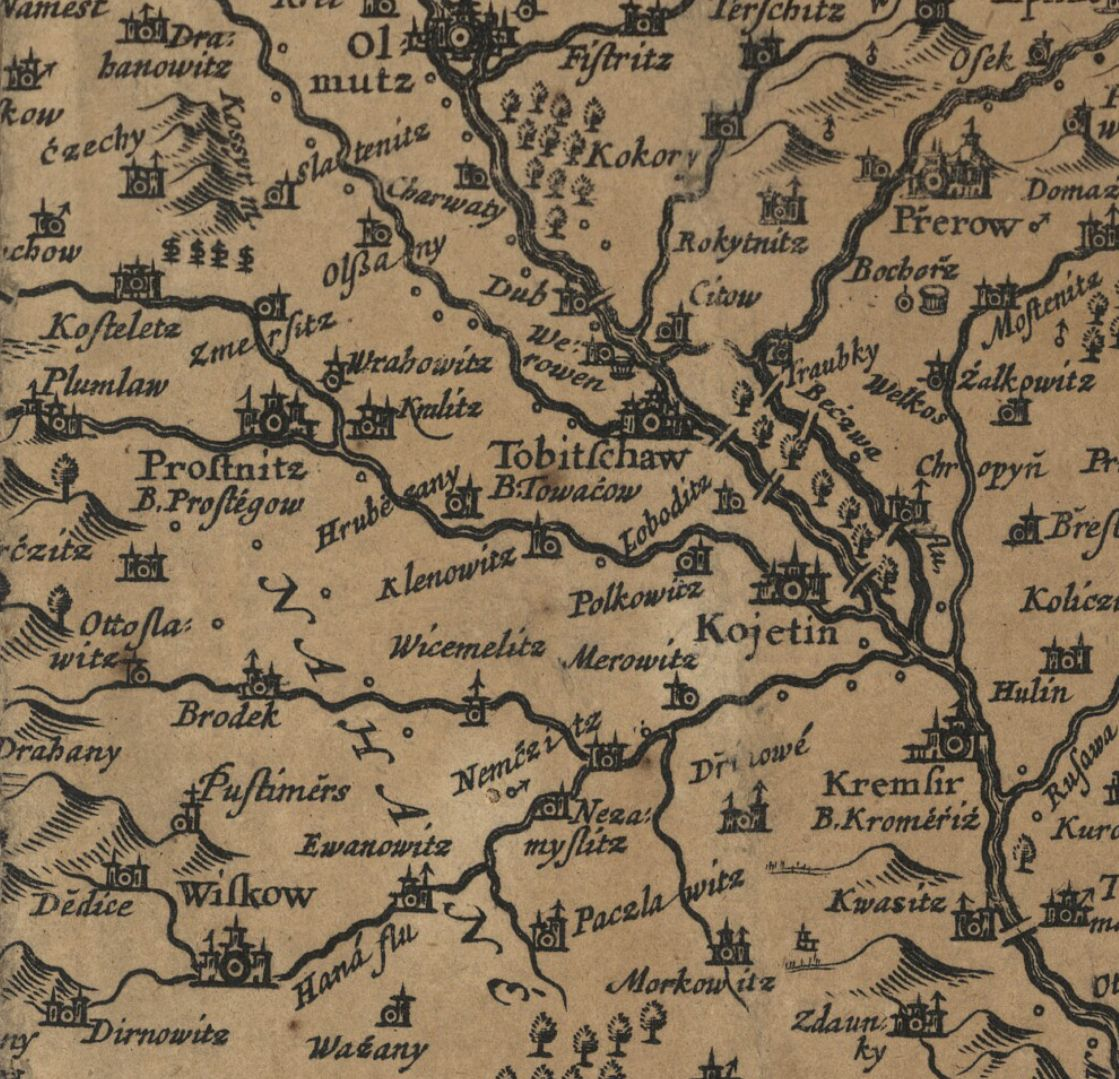
Oblast Na Hané vyznačená na Komenského mapě Moravy

Zřejmě první označení zdejších obyvatel jako Hanáků pochází z díla Gramatika česká Jana Blahoslava z roku 1571. Další doklady se pak objevují i v urbářích, kde se od 16. století dochovaly četné záznamy o příjmení Hanák. Jako Na Hané označil oblast mezi Prostějovem, Vyškovem a Kroměříží na své mapě Moravy z roku 1624 i Jan Ámos Komenský.

## Geografické vymezení oblasti
Hranice Hané se přesně určují jen velmi těžko. Nejstarší Komenského označení regionu Na Hané zahrnuje obtížně vymezitelnou oblast mezi Vyškovem, Prostějovem a Kroměříží, přičemž osou tohoto regionu je samotná řeka Haná. V dobové literatuře z přelomu 18. a 19. století však již oblast Hané zaujímala mnohem rozsáhlejší plochu centrální Moravy. K Hané byly připojovány oblasti okolo Tovačova, Kojetína či Přerova. Hranice Hané vymezil v roce 1815 Karel Josef Jurende, který za severní hranici tohoto regionu považoval města Litovel, Uničov a Šternberk, za východní města Velká Bystřice, Lipník nad Bečvou, Bystřice pod Hostýnem a Holešov, za jižní obce Napajedla, Střílky a Bučovice a za západní hranici obce Vyškov, Plumlov a Pozořice. Ještě šířeji vymezuje oblast Hané anonymní Mappa geographica specialis terre Promissae vulgo sacrae Hannae z počátku 19. století, za jejíhož autora bývá někdy považován kojetínský učitel Jan Tomáš Kuzník. Tato mapa zachycující rozšíření hanáckého nářečí připojuje k rozsáhlým územím centrální Hané i oblasti západní či severní Moravy.

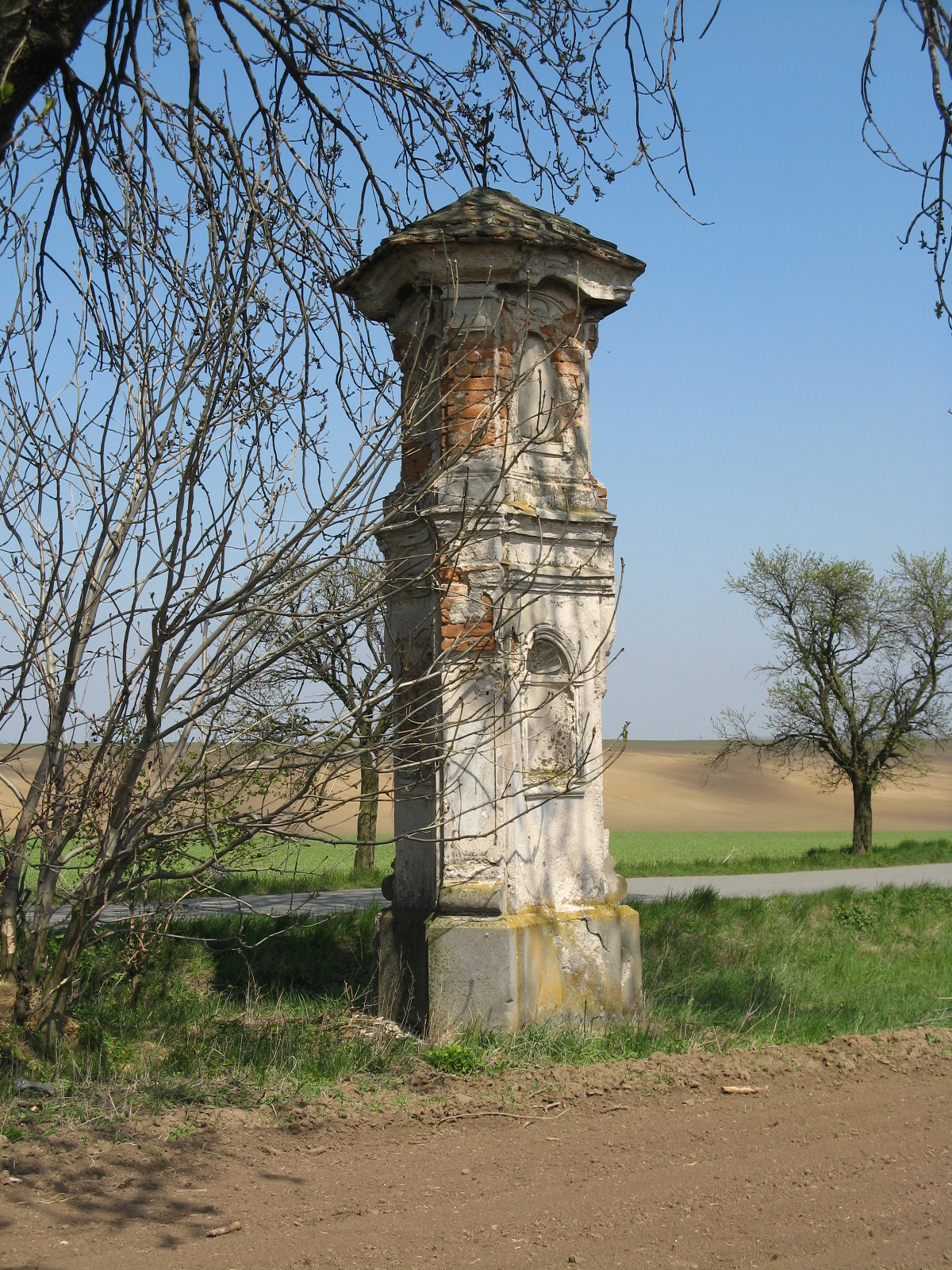
Boží muka u obce Želeč

V širším slova smyslu tak bývá jako Haná označována nížina mezi Bludovem a Napajedly (tedy v zásadě Hornomoravský úval a přilehlé nízké pahorkatiny). Konkrétně se jedná o region zahrnující rovinatou oblast mezi Litovlí, Šternberkem, Lipníkem nad Bečvou, Holešovem, Napajedly, Vyškovem a Prostějovem. Tuto kotlinu ohraničují ze severovýchodu Oderské a z východu Hostýnské vrchy. Pomyslnou jižní hranici Hané tvoří Litenčická pahorkatina a Chřiby a na západě oblast uzavírají kopce Drahanské vrchoviny. Osu takto chápané Hané představuje řeka Morava. Pro Hanou bylo v minulosti typické rozšiřování jejího území, prostřednictvím „expanze“ hanáckých zvyků i nářečí. O tom svědčí i přechodné hraniční oblasti jako například Malá Haná, Záhoří či Hanácké Slovácko. Také jinak územně nesouvisející oblast Osoblažska bývá pro svou rovinatost a relativní úrodnost nazývána Slezskou Hanou. Nejpřesněji je možné vymezit východní hranice Hané, kde tento nížinný region sousedí s hornatou oblastí Valašska, případně severovýchodní hranici vůči náhorní oblasti Nízkého Jeseníku. Větší problém představuje hranice mezi Hanou a Slováckem na jihu a mezi Hanou a oblastmi Horácka a Podhorácka na (jiho)západě.

## Charakteristika
Haná je největší z etnografických regionů na Moravě. Většina jejího hustě osídleného území se rozkládá na střední Moravě, v jižní části Olomouckého kraje. Menší východní část Hané v okolí Kroměříže přináleží Zlínskému kraji a Vyškovsko tvořící jižní okraj regionu pak k Jihomoravskému kraji. Velkou část Hané nacházející se v Hornomoravském úvalu tvoří mírně zvlněná nížina kolem horního toku řeky Moravy, která představuje osu celého regionu. Vedle Moravy jsou největšími hanáckými řekami její přítoky, Haná, Bečva, Romže a Blata. Za nejvyšší bod regionu je považován vrch Velký Kosíř (442 m n. m.), který bývá označovaný jako hanácký Mont Blanc.

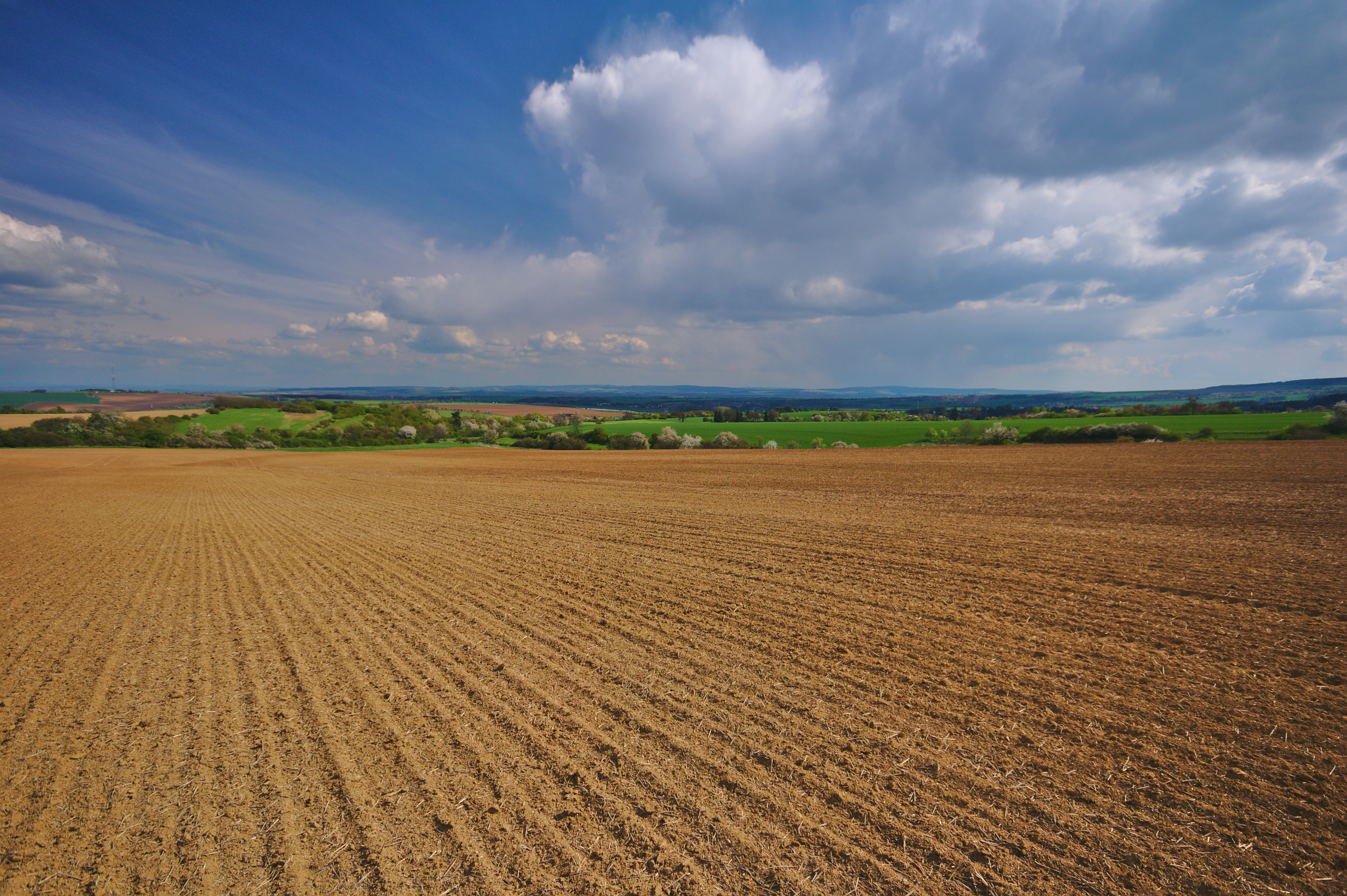
Výhled na Hanou od obce Vincencov

Kromě lidských sídel zabírají značnou část dnešní Hané rozlehlá a intenzivně obdělávaná pole. Zbývající roztroušené lesní porosty jsou nevelké a tvoří je především listnaté stromy jako habry, duby, lípy a olše. Výjimku představují dochované lužní lesy nacházející se okolo toku Moravy a jejich přítoků (CHKO Litovelské Pomoraví, Národní přírodní rezervace Zástudánčí nebo přírodní rezervace Království) a lesy rozkládající se při hranicích s okolními vrchovinami. V regionu se nachází i větší množství vodních ploch vytvořených lidskou činností. Rybníky byly na Hané zakládány již ve středověku (Tovačov, Záhlinice či Chropyně). Zdejší jezera, vznikla ve 20. století v důsledku těžby štěrkopísku (Tovačov, Náklo či Chomoutov). Mezi nejstarší české přehradní nádrže patří vodní nádrž Plumlov.
Díky své úrodné půdě, která je odedávna[ujasnit] obdělávána, proslula Haná jako bohatý zemědělský region. Mezi zdejší nejvýznamnější plodiny patří pšenice (dříve hanácky žito), ječmen, žito (hanácky rež), cukrová řepa, řepka olejná či chmel. V minulosti byl kromě pěstování rostlin v regionu ve velké míře také chován dobytek, přičemž Haná proslula především chovem koní. Silné pozice v oblasti dodnes zastává zemědělství a vedle něj též potravinářský průmysl. Nejznámější hanáckou specialitou jsou olomoucké tvarůžky vyráběné v Lošticích. Další průmyslová odvětví jsou koncentrována ve větších městech. Strojírenský průmysl v Olomouci či Uničově, chemický v Přerově nebo Chropyni a oděvní průmysl v Prostějově. Pomalu se v regionu začíná rozvíjet i turistický ruch těžící z příhodných podmínek pro cykloturistiku a potenciálu zdejších přírodních a historických památek. Mezi nejvýraznější symboly regionu patří bohatě zdobené kroje, venkovská architektura, zvyky a hanácké nářečí.

## Obyvatelstvo

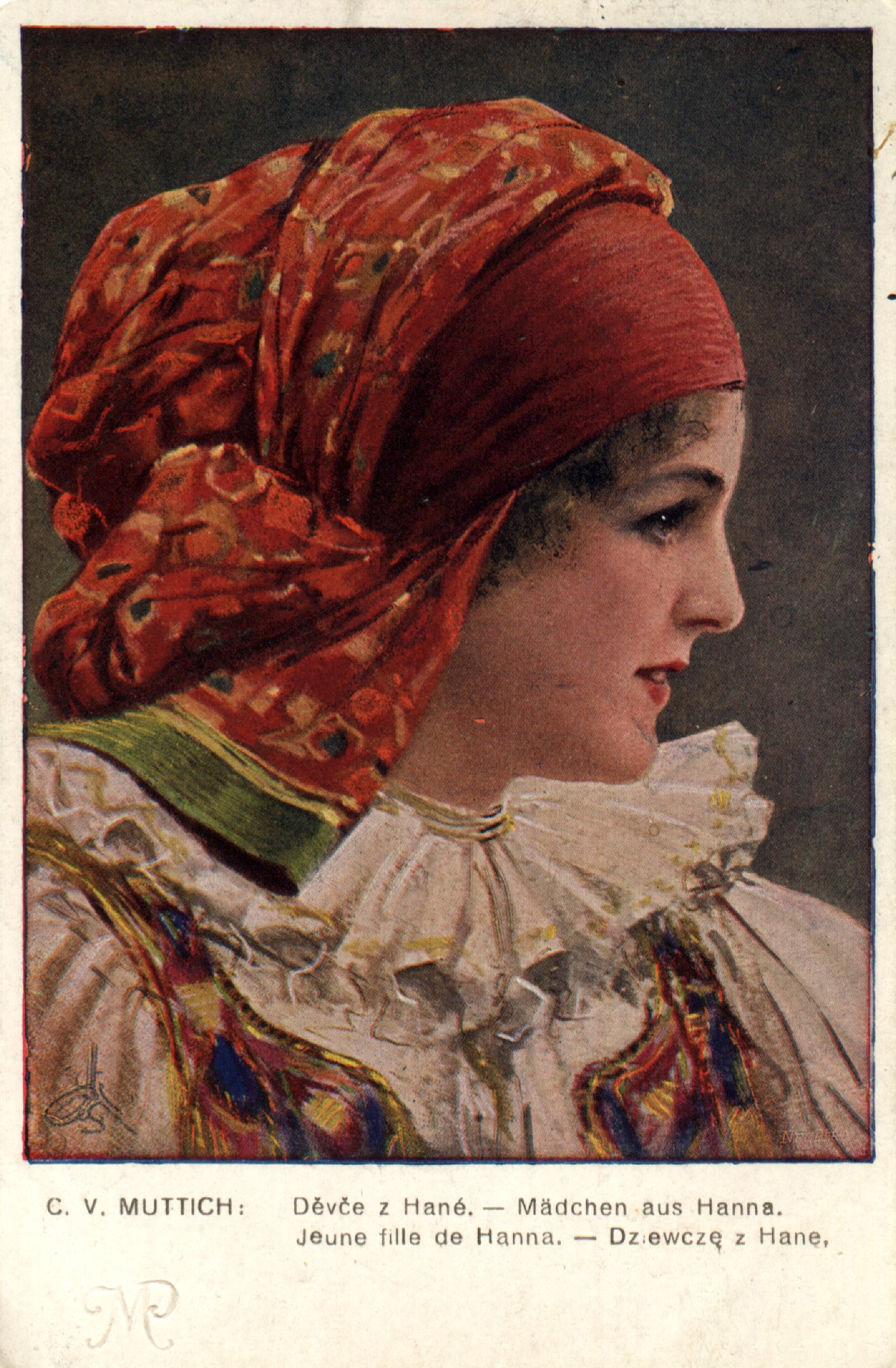
Obraz hanáckého děvčete od Kamila Vladislava Mutticha

Hanáci obývající nížinatou oblast centrální Moravy představují nejstarší zformovanou etnografickou skupinu moravského obyvatelstva. Zdejší etnografické povědomí se patrně vytvářelo již na přelomu 17. a 18. století. O obyvatelích Hané byl kvůli úrodnosti jejich kraje a s tím souvisejícímu snadnějšímu životnímu stylu vytvářen často zkreslený stereotypní obraz jejich povahy. Kupříkladu kaplan u sv. Mořice v Olomouci Filip Friebeck v roce 1778 popisoval Hanáky jako vážné, pohodlné a zbožné lidi, kteří milují svůj domov, jež neradi opouštějí. Hanácké operety a opery z 18. století jako typické hanácké vlastnosti vyzdvihují hlavně pohodlnost, nerozhodnost a hrdost. Dobová literatura dále připomíná jejich statečnost, rozvážnost a střízlivost. Hrdost a sebevědomí bohatých Hanáků pak v hodnocení zvenčí často hraničilo až s pýchou. Na počátku 20. století byli Hanáci hodnoceni jako "lid rozšafný, který nerad se v úsudku unáhlí, což se mu někdy nesprávně vykládá za váhavost i v práci, kterou naopak koná pravidelně velmi důkladně a s houževnatou vytrvalostí." Mezi vlastnosti zdejších sedláků patřil také konzervatismus a rezervovaný postoj k novinkám. To částečně naboural revoluční rok 1848, který nastartoval společenskou a hospodářskou proměnu zdejší společnosti. Hanáci začali přijímat za své technologické novinky a jejich "popanštění" se projevovalo i odkládáním krojů. Povaha Hanáků se stala předmětem mnoha vyprávění a anekdot.

### Dělení Hanáků
Haná bývá vnitřně dělena buď podle rozdílného nářečí či podle odlišností zdejších lidových krojů. Autoři z 18. a 19. století rozlišovali v rámci hanáckého obyvatelstva několik podskupin. K samotným Hanákům, obývajícím oblasti centrální Hané mezi Vyškovem, Prostějovem, Olomoucí, Přerovem a Kojetínem, započítávali i tzv. Blatňáky (též Blaťáky či Blaťany), tedy obavatele žijící okolo říčky Blaty. Dle nářečí pak dále vyčleňovali tzv. Čuháky, obývající prostor mezi Prostějovem, Olomoucí a Tovačovem, Zábečáky (též Zábečváky či Bečváky), tedy hanácké obyvatelstvo žijící okolo Přerova a Holešova na levém břehu řeky Bečvy, Zámoravjáky (též Zámoravčíky), obývající oblast Hulínska a Kroměřížska a Podhoráky žijící v oblasti tzv. Záhoří, tedy v okolí Lipníku nad Bečvou a Bystřice pod Hostýnem. Výše zmíněná první samostatná mapa Hané rozlišuje vedle samotných "pravých" Hanáků žijících okolo toku Hané, též další skupiny hanáckého obyvatelstva, které podle typických povolání dělí na tzv. Slaměnkáře, Kopáče, Metlaře, Zábečváky, Tragačníky, Lopatáře, Kolomazníky a Hrnčíře. Dle výrazných odlišností v tradičních krojích, především dle rozdílné barvy mužských nohavic, bývají Hanáci děleni též na tzv. žluté (Žluťáky) a červené, vedle niž bývají rozlišováni ještě tzv. Baňáci s baňatým tvarem nohavic.

### Nářečí

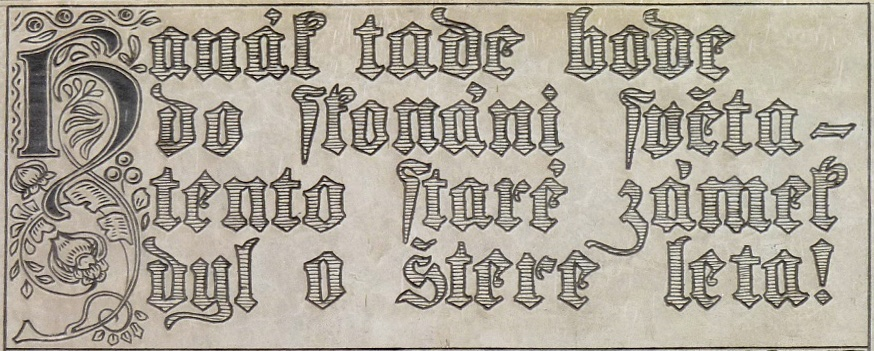
Nápis na zdi zámku v Prostějově obsahující báseň v hanáckém nářečí: Hanák tade bode do skonáni světa - tento staré zámek dyl o štere leta!

Hanácké nářečí spadá pod moravské dialekty českého jazyka a bývá zahrnováno do tzv. středomoravské nářeční skupiny. Středomoravská nářeční skupina pokrývá značnou část centrální a jihozápadní Moravy včetně Brněnska a Třebíčska a bývá tak dále dělena do několika vzájemně se lišících nářečních podskupin. Pro centrální hanáčtinu je kromě čuhácké podskupiny typické zaměňování hlásek ý a ú respektive ej a ou hláskami é a ó (například stréc brósí nožék místo strýc brousí nožík). Hlásky y a e zde byly dále nahrazeny širokými hláskami e̬ a o̬ (například výrazy re̬ba a do̬b namísto spisovných slov ryba a dub).

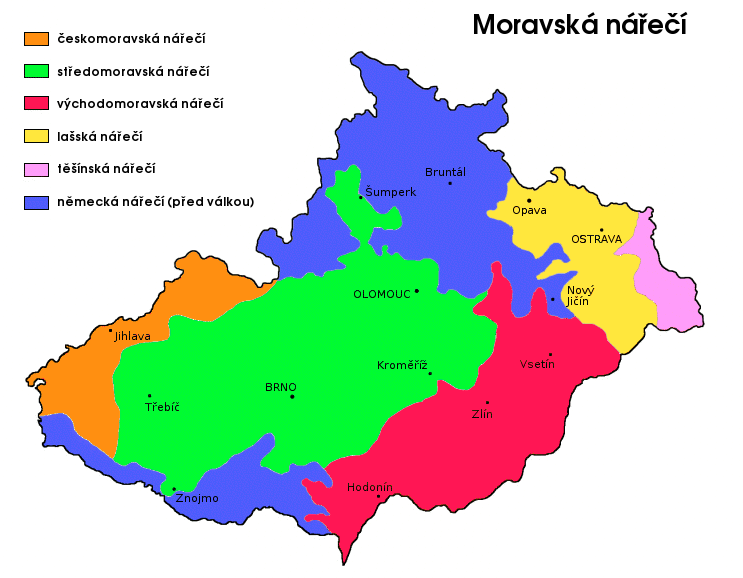
Moravská nářečí

## Historie
Oblast Hané patří mezi nejstarší lidmi osídlené oblasti v Česku, jež byla nepřetržitě obydlena již od pravěku. Nejstarší zde dochované doklady lidské přítomnosti pochází z období paleolitu (Předmostí u Přerova či Mladečské jeskyně). Významná sídla zde později vybudovali Keltové (Staré Hradisko nedaleko Prostějova) a Slované, jejichž hradiště se v mnoha případech stala základy pozdějších středověkých měst. Husté osídlení této oblasti bylo způsobeno nejen úrodností zdejší půdy, ale též strategickou polohou Hornomoravského úvalu, který leží na tranzitní tepně spojující sever a jih Evropy. Regionem vedla v minulosti i trasa tzv. jantarové stezky.

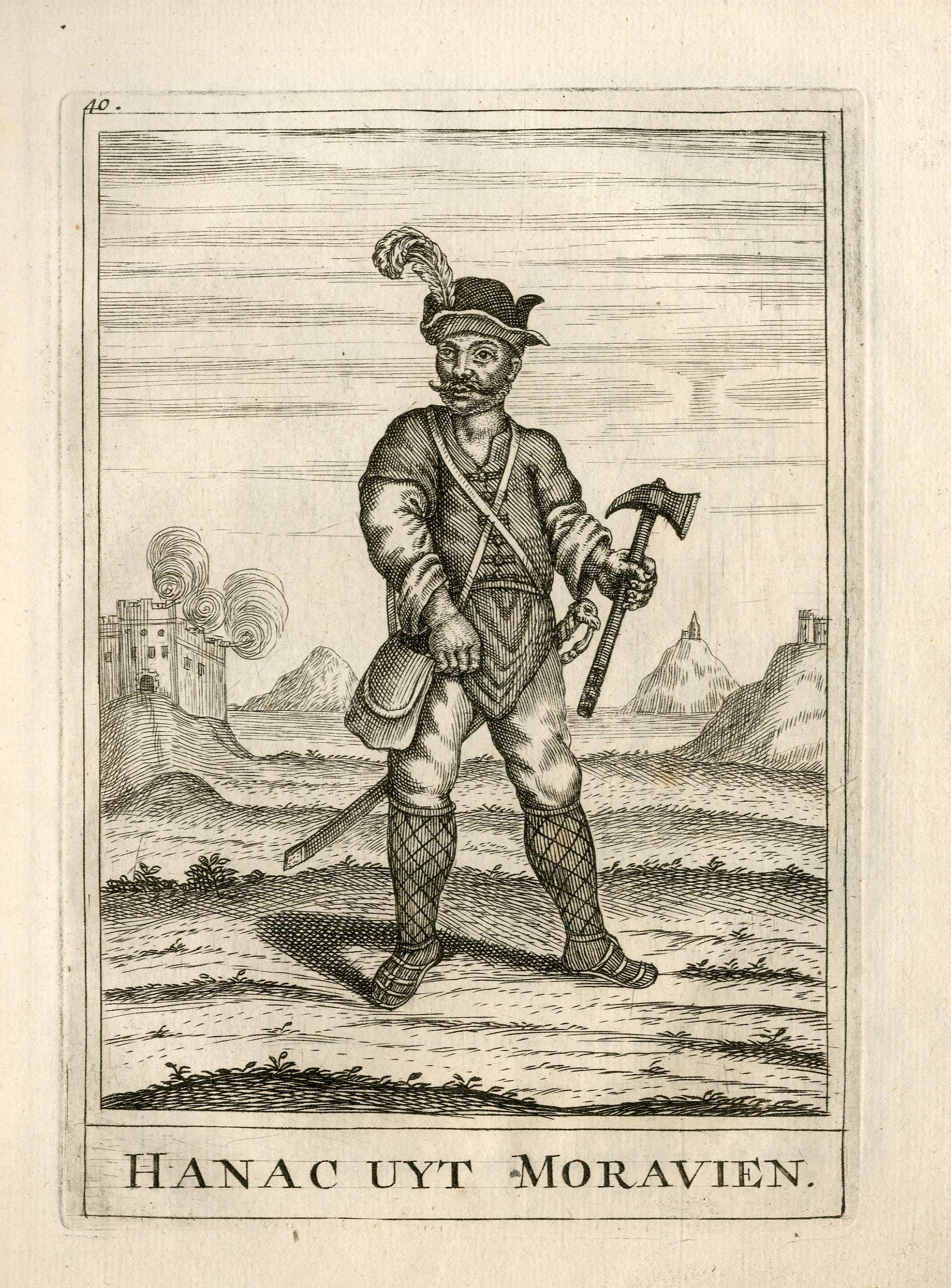
Hanák na grafice z první poloviny 18. století

Centrem tohoto regionu byla odedávna[ujasnit] Olomouc, která sloužila jako sídelní město moravských markrabat a biskupů (od 1777 pak arcibiskupů) a do třicetileté války byla považována za hlavní město Moravy. Rozkvět Olomouce a jejího okolí přibrzdila třicetiletá válka, kdy oblast Hané prožila zkázu během bojů mezi císařskými a švédskými vojsky. Švédská armáda obsadila v roce 1642 i samotnou Olomouc, kterou následně osm let okupovala. Po vítězství Habsburků došlo i v této oblasti k rekatolizaci obyvatelstva a od té doby představovala Haná jednu z tradičních bašt katolické církve v českých zemích. Zřejmě od přelomu 17. a 18. století se začalo formovat povědomí zdejšího obyvatelstva o výlučnosti Hané a došlo ke vzniku hanácké identity. Z původní oblasti okolo toku řeky Hané se tato identita postupně rozšířila i do sousedních oblastí, na Přerovsko či Olomoucko.

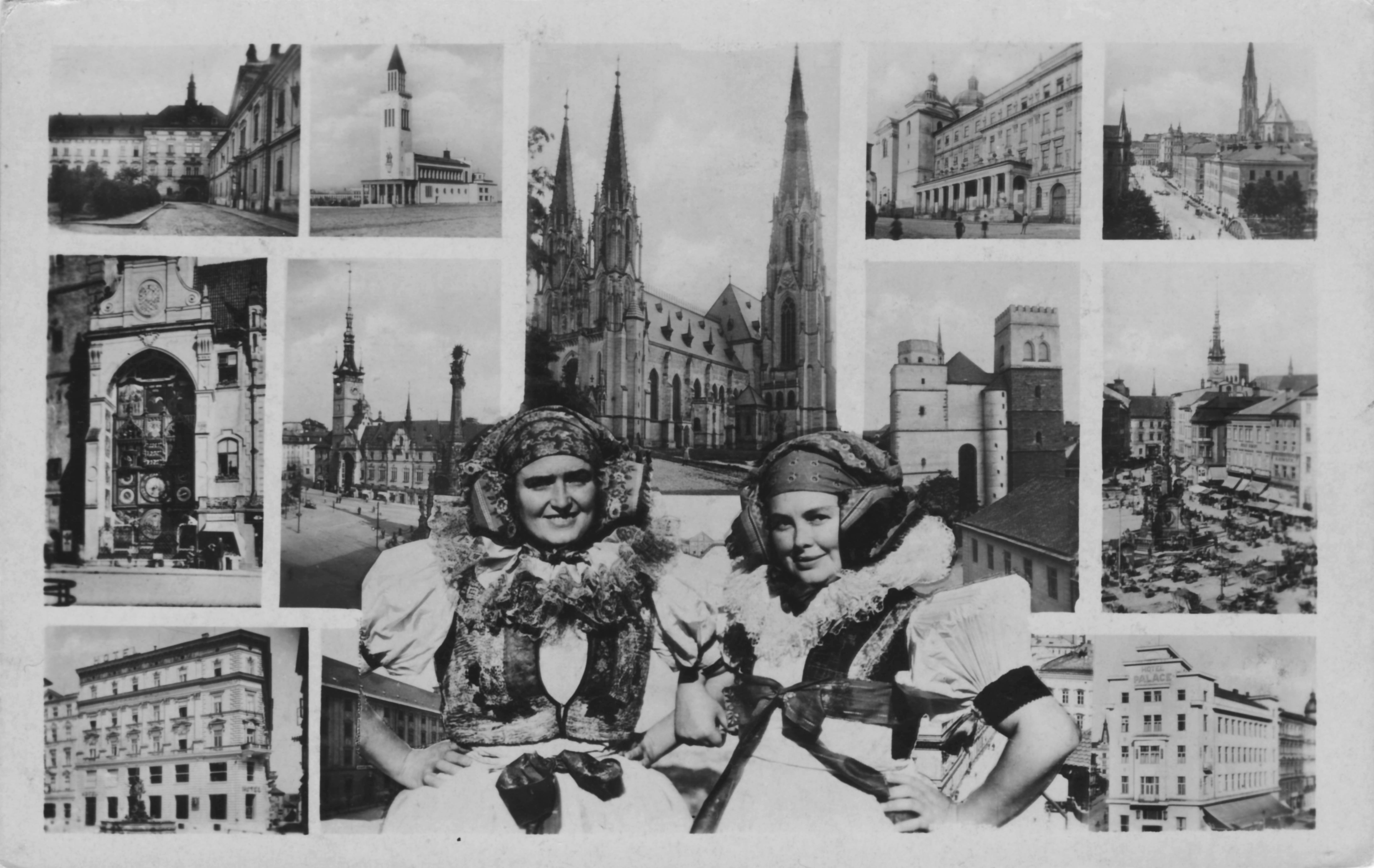
Historická pohlednice z 30. let 20. století zachycující olomoucké památky a Hanačky v krojích

Vlivem celospolečenských změn v polovině 19. století začali obyvatelé Hané na mnoha místech upouštět původní zvyky a odkládat kroje. Až zájem o lidovou kulturu a nástup folklorismu oživily snahy o zachování hanáckých zvyků a identity. Zájem o národopis souvisel s nástupem nacionalismu ve 2. polovině 19. století, kdy se v českých zemích a i na střední Moravě střetával český a německý živel. Haná představovala v 19. století region s většinově českým venkovem. Přesto však ve větších městech a jejich bezprostředních okolích existovaly významné německé komunity (olomoucký jazykový ostrov a Vyškovský jazykový ostrov). Hanácký Prostějov se stal po Třebíči druhým moravským městem, kde se starostou stal Čech. Byl jím v roce 1867 Florián Novák. Za První republiky byla zemědělská Haná oporou strany českých agrárníků. Po vytvoření Protektorátu počítali nacistické okupační orgány s izolací a pozdější germanizací zdejšího českého obyvatelstva.
Po konci druhé světové války, kdy došlo k vysídlení německého obyvatelstva z Československa, následovalo dosídlování těchto opuštěných oblastí. Na novém osídlení pohraničí a oblastí bývalých Sudet se velkým poměrem podíleli i obyvatelé Hané, kteří sem odcházeli ve druhé polovině 40. let. Tak došlo k dalšímu rozšíření hanácké identity do původně německých regionů jakými byli Šternbersko, Uničovsko, Zábřežsko či oblasti jihozápadně od Vyškova. Po roce 1948, kdy se vlády v zemi chopila KSČ došlo vlivem kolektivizace a industrializace zemědělství k výrazné proměně zdejší krajiny i lidských sídel.

## Kultura a zvyky

### Kroje

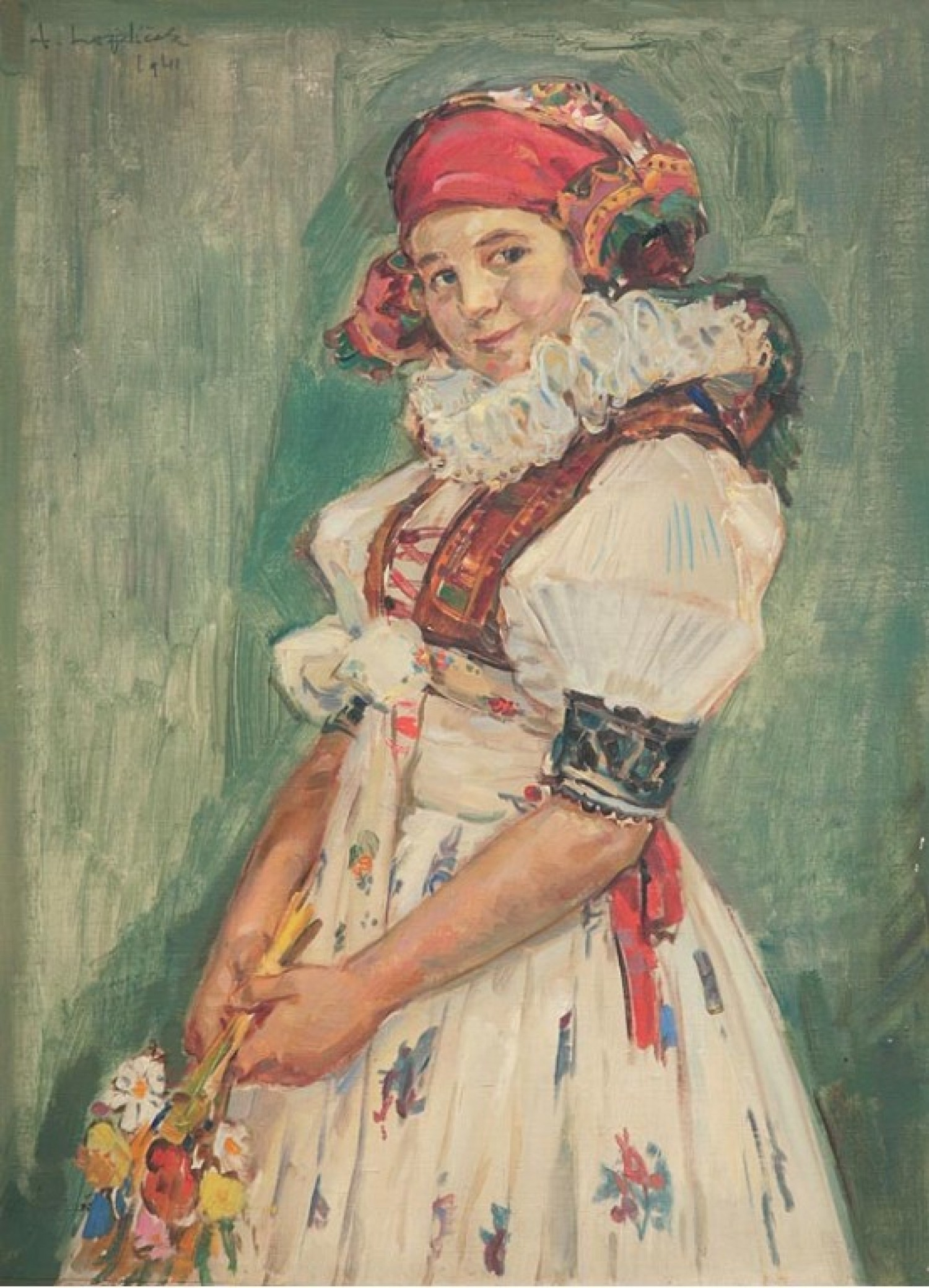
František Hoplíček - Hanačka

Hanácký kroj představuje nejvýraznější projev tradiční lidové kultury tohoto regionu. Kvůli rozloze této národopisné oblasti však není jednotný a na území Hané tak lze rozlišit vícero jeho variant lišících se od sebe především střihem a barvou mužských kalhot, úpravou doplňků na ženských krojích či úvazy šátků. Podoba a proměny hanáckého kroje se dají rekonstruovat od 18. století, dle dochovaných literárních a obrazových dokladů dokumentujících jeho podobu. Kroj přestal být na Hané součástí každodenního oděvu po zrušení roboty v roce 1848, kdy podobně jako v dalších oblastech došlo k jeho postupnému odložení kvůli hospodářským a společenským změnám. V rámci samotné Hané se tak nejprve stalo na Olomoucku a Prostějovsku a následně i ve zbytku regionu. K uchovávání a nošení krojů se místní obyvatelé začali vracet od konce 19. století v souvislosti s nastupujícím folklórním hnutím.

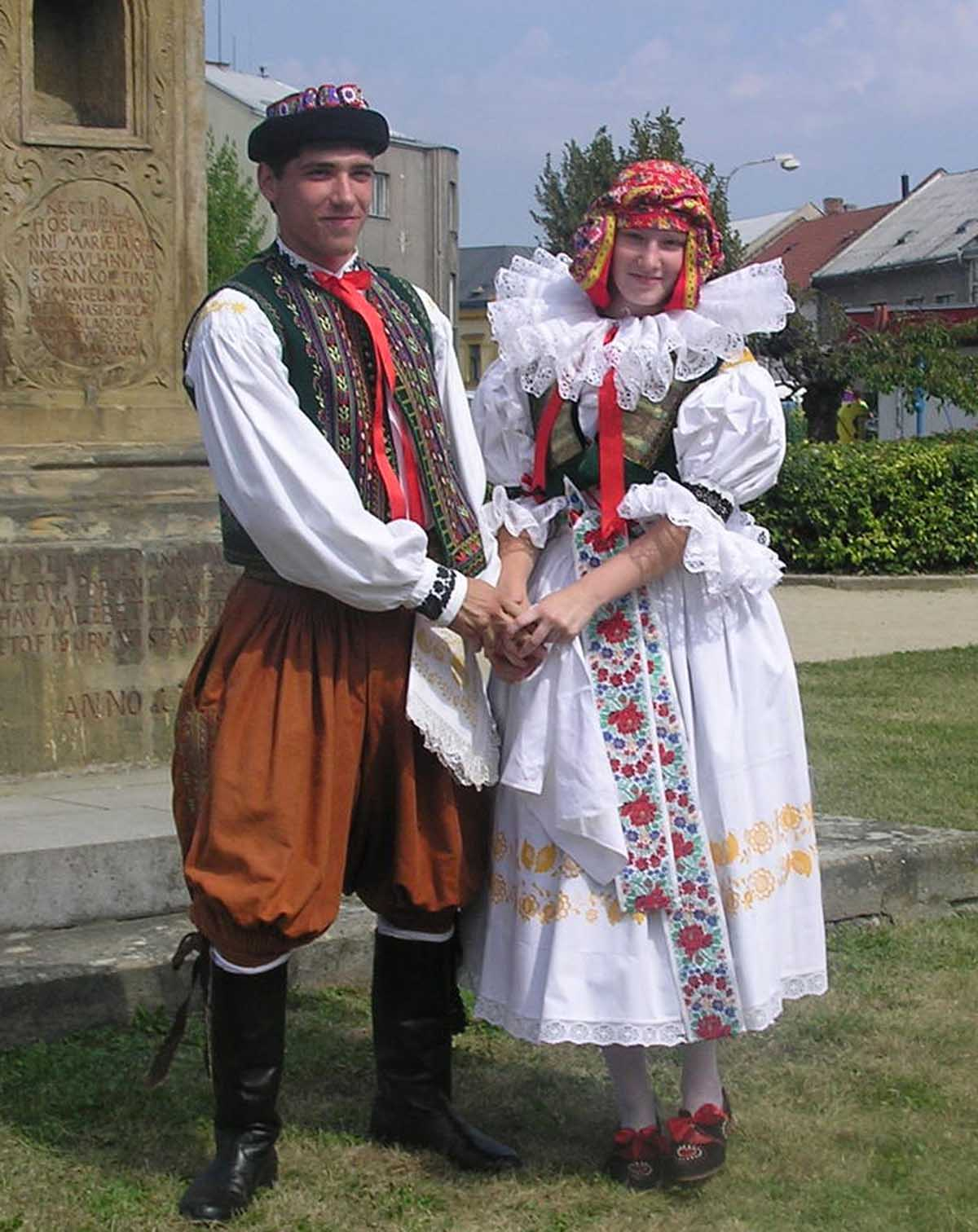
Mladý pár v hanáckém kroji

Součástí mužského kroje byla dlouhá konopná nebo bavlněná košile tenčice zdobená hnědočernou výšivkou límečku u krku a krémovou až žlutou výšivkou na rameni. Košile bývala doplněna červenou nebo černou stužkou a někdy též černým šátkem ovázaným okolo krku. Kalhoty gatě, které původně sahaly pouze po kolena, kde se uvazovaly zdobenými řemínky, bývaly zhotovovány z konopného plátna nebo z ovčích či kozích kůží a výjimečně též z jelenice. Doklady z 80. let 18. století hovoří o žluté barvě těchto kalhot, avšak od 19. století se charakteristickým znakem hanáckého kroje staly gatě cihlově červené či hnědočervené. Přesto se však žlutá barva kalhot v některých částech regionu zachovala a například historik Beda Dudík dělil Hanáky dle barvy jejich kalhot na žluté a červené. Přes košili bývala nošena vesta zdobená výšivkou s florálními a geometrickými motivy označována jako frydka, lajdík nebo kordula. Na západě a jihovýchodě Hané se zeleně lemovaná vesta šila z černého sukna, na východě z modrého lemovaného červenou nebo bílou a především na jihu se objevuje vesta ušitá ze sukna zelené a občas i hnědé barvy. Součástí mužského oděvu byl i kabátek marinka nebo po kolena dlouhý černý či bílý kabát zvaný ketla či plátynka. V zimě nosili muži bílý či žlutý kožich z ovčí nebo beraní kožešiny, který byl znám jako tzv. ocáskový kožich. Tuto část oblečení však na přelomu 18. a 19. století nahradily kožichy jiné. V první polovině 19. století se pak jako součást hanáckého mužského kroje rozšířil i dlouhý a řasený plášť z tmavomodrého až černého sukna. Pro oblast Hané byly typické vysoké černé kožené boty, přičemž na noze mezi botou a kalhotami měli muži navlečené plátěné punčochy tzv. vyléčky či podléčky, které se uvazovaly nad koleny. Na hlavě muži nosívali černý klobouk, jehož tvar a výzdoba se měnily dle jednotlivých oblastí, ale též s věkem konkrétního nositele. V zimě pak muži v 19. století nosili na hlavách kožešinové čepice aksamitky či sobolovice.
Spodní částí ženského kroje tvořila dlouhá suknice z konopného plátna označovaná jako trháčena, oplíčena, spodnica, podolek, ščórák, opasnice či rubanda. Na ni se od pasu do půli zad oblékalo vyšívané oplečí známé též jako oplíčko a lněné rukávce zdobené vloženými díly na ramenou (náramky), vyšívanými pruhy na konci rukávů (límečky), kanýrky na konci rukávů (tacle) a výrazným límcem okolo krku, kterému se říkalo krézl, obojek nebo placák. Límec i límečky z rukávů byly odnímatelné a byly nošeny jen při slavnostních příležitostech. Široké okruží bývalo škrobeno a lemováno vambereckou krajkou. Součástí ženského kroje byl také živůtek, kterému se na Hané říkalo kordulka, frydka, lajdík nebo bruslek. Všední živůtky se v 19. století šily z plátna, barchetu či kanafasu. Ty sváteční, bohatě zdobené, se pak zhotovovaly z atlasu, damašku či brokátu a později také ze sametu. Nejčastěji tvořila základní barvu živůtku černá, červená, modrá či zelená. Součástí kroje byla původně vpředu nesešitá sukně z bílého plátna zvaná fěrtoch či obarvená na černo, které se říkalo šorec. Od poloviny století pak ženy nosily sukně sešité. Různobarevná zástěra zdobená výšivkami či později potištěná barevnými vzory nošená přes spodní sukně bývala označována jako fěrtušek, pasenec, předníček nebo kasáč. K ženskému kroji pak patřil i krátký kabátek s úzkými rukávy špenzr a v zimě kožich zvaný kožoch či kožóšek. Svobodné Hanačky si vlasy česaly na pěšinku a spolu s červenou stuhou si je zaplétaly do copu, kterému se říkalo lelík. Vdané ženy si vlasy česaly do dvou copů, které si omotávaly okolo hlavy do věnce. Charakteristickou součást ženského kroje představují červené lipské šátky rozšířené od poloviny 19. století, které se v různých oblastech Hané uvazovaly odlišně. Na nohou nosívaly ženy kožené nebo soukenné střevíce. Mezi doplňky ženského oděvu patřil plátěný přehoz, který žena nosívala přes oděv v případě, že opouštěla vesnici, a šátek do ruky sloužící jako kabelka.

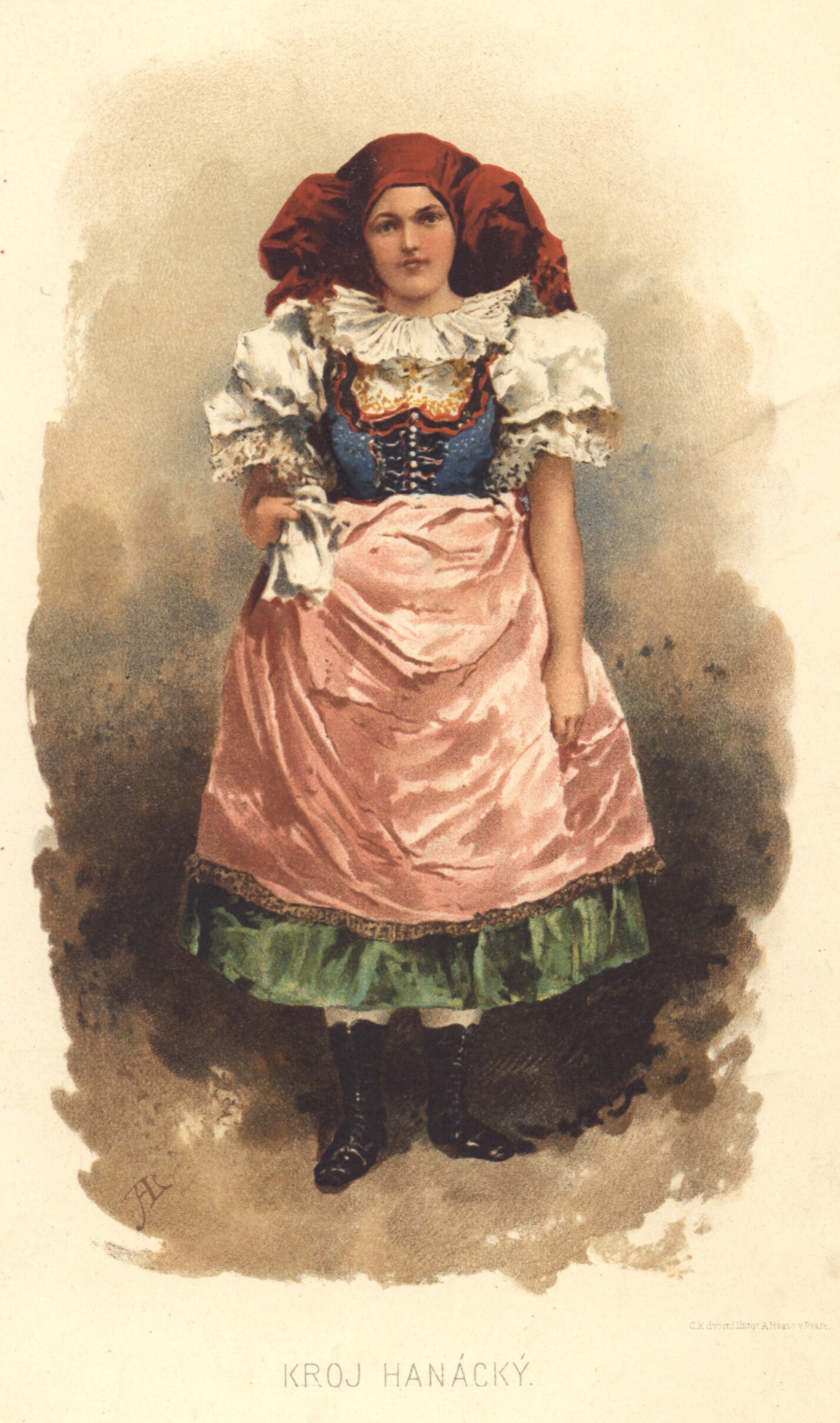
Žena v hanáckém kroji – Adolf Liebscher
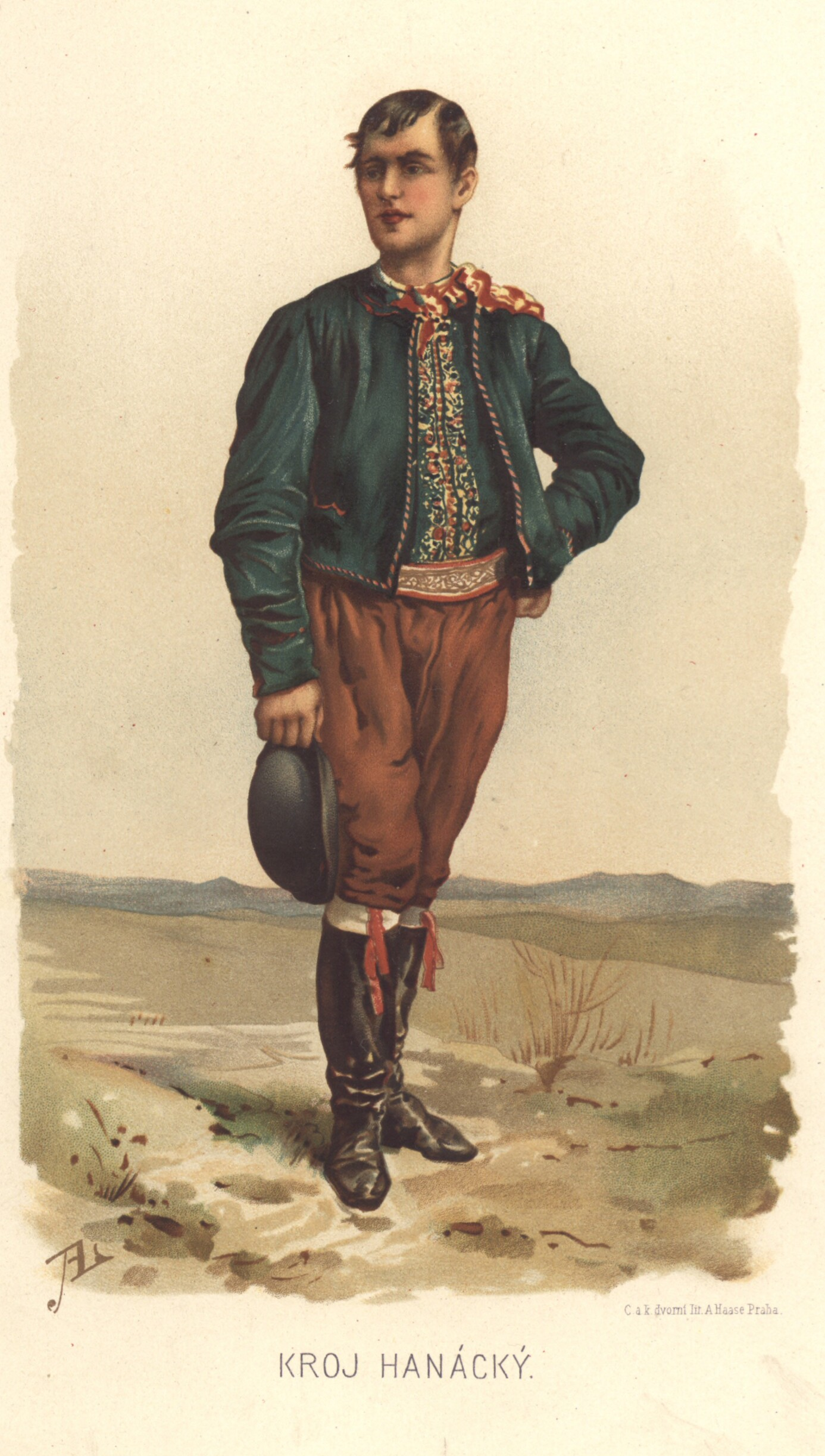
Muž v hanáckém kroji – Adolf Liebscher
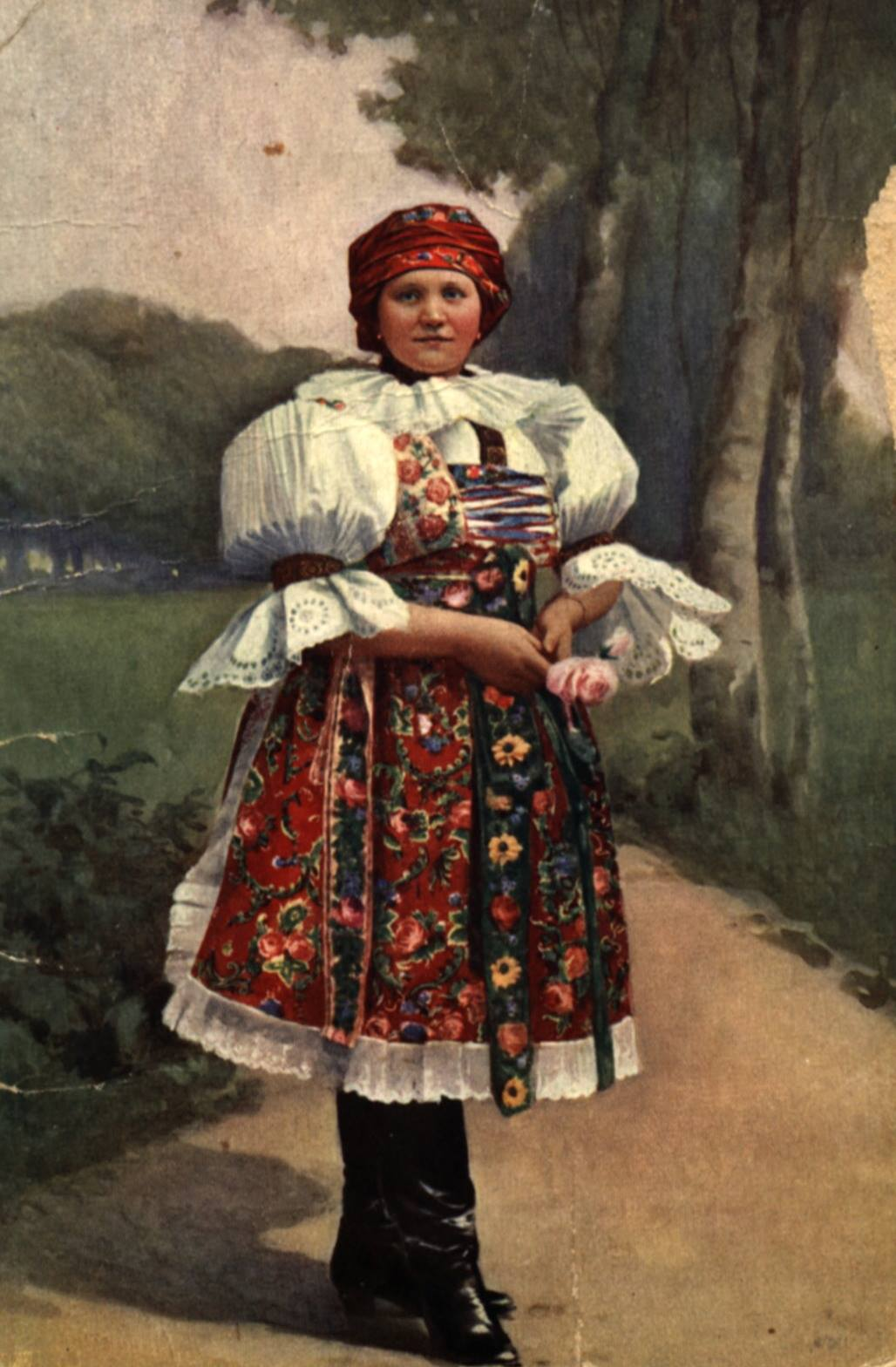
Miroslava Frištenská v roce 1920
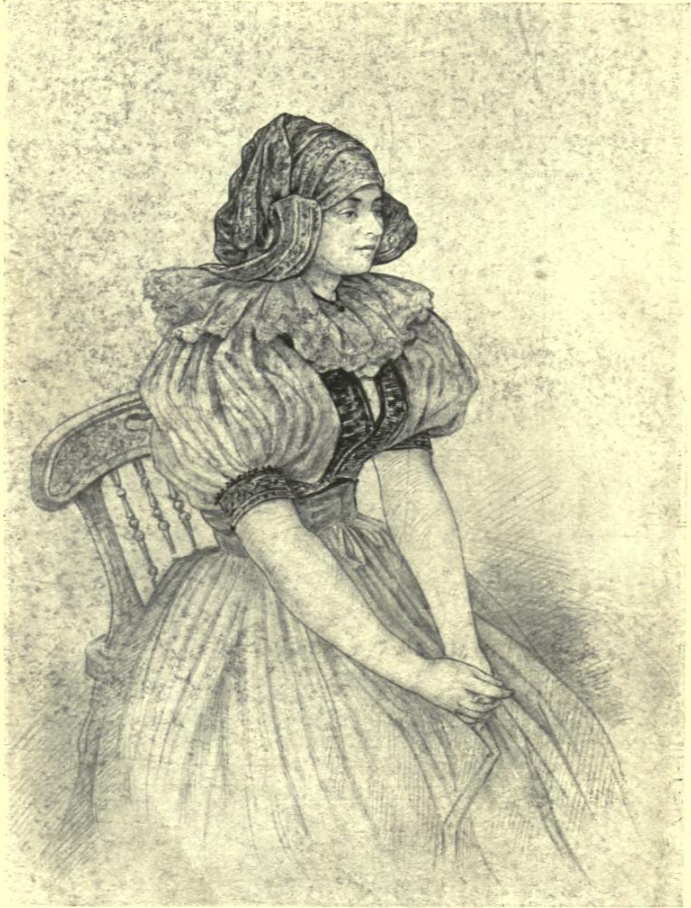
Hanačka – Josef Mánes
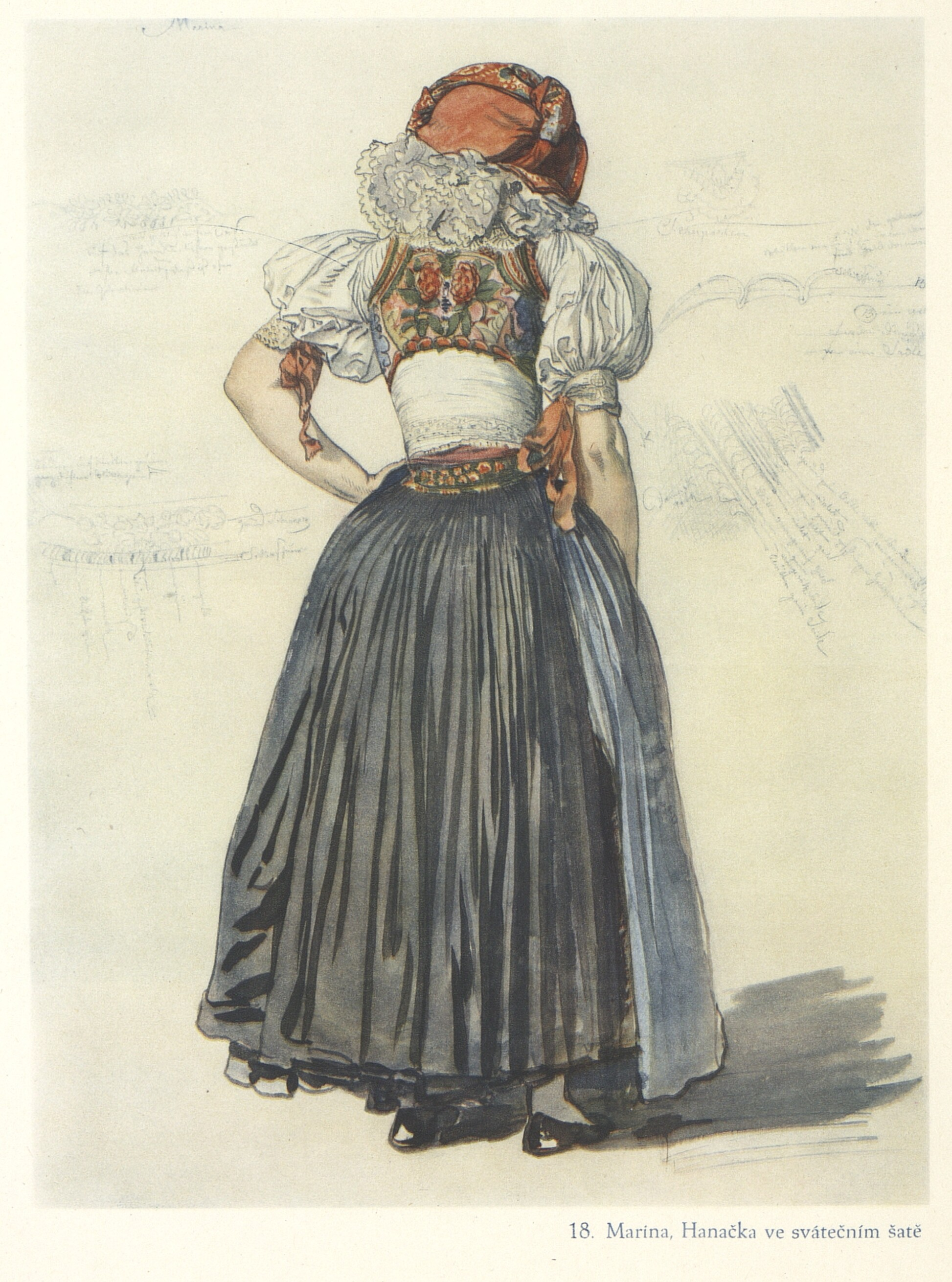
Hanačka ve svátečním šatě – Josef Mánes

### Hudba a tanec
Prvky původní hanácké lidové hudby se dochovaly prostřednictvím sólových či ansámblových instrumentálních skladeb ze 17. a 18. století označovaných jako hanatica. Dochovanými pololidovými hudebními skladbami, v nichž se promítá hanácká kultura, jsou i tzv. Hanácké opery. Prameny z 18. století dokládají, že původní hanácká muzika byla tradičně hrána s převahou smyčcových nástrojů. Hudebníci hrávali na housle, basu případně cimbál, které později doprovázely také klarinety a flétny. Od 19. století je pak pozorovatelný nástup dechových nástrojů a zakládání dechovek, jež se záhy prosadily i na hanáckém venkově. Hudební soubory hrající na tradiční nástroje jsou na Hané obnovovány od 20. století.
Tradiční hanácký tanec představuje třídobý a výjimečně i dvoudobý tanec tančený obvykle chlapcem a dvěma dívkami, známý jako tzv. cófavá, který byl někdy označován též jako šópavá, zpáteční či hanácká. Jedná se o kráčivý druh tance volného tempa pojmenovaný podle základního kroku, kdy každé vykročení vpřed následovala série kratších kroků zpátky. Zmínky o tomto tanci připomínajícího polonézu jsou doloženy z počátku 18. století. Cófavá byla obvykle tančena při zahájení masopustních zábav, při hodech, svatbách, avšak spolu s náboženskými texty bývala tancována i v kostele.

### Tradiční bydlení

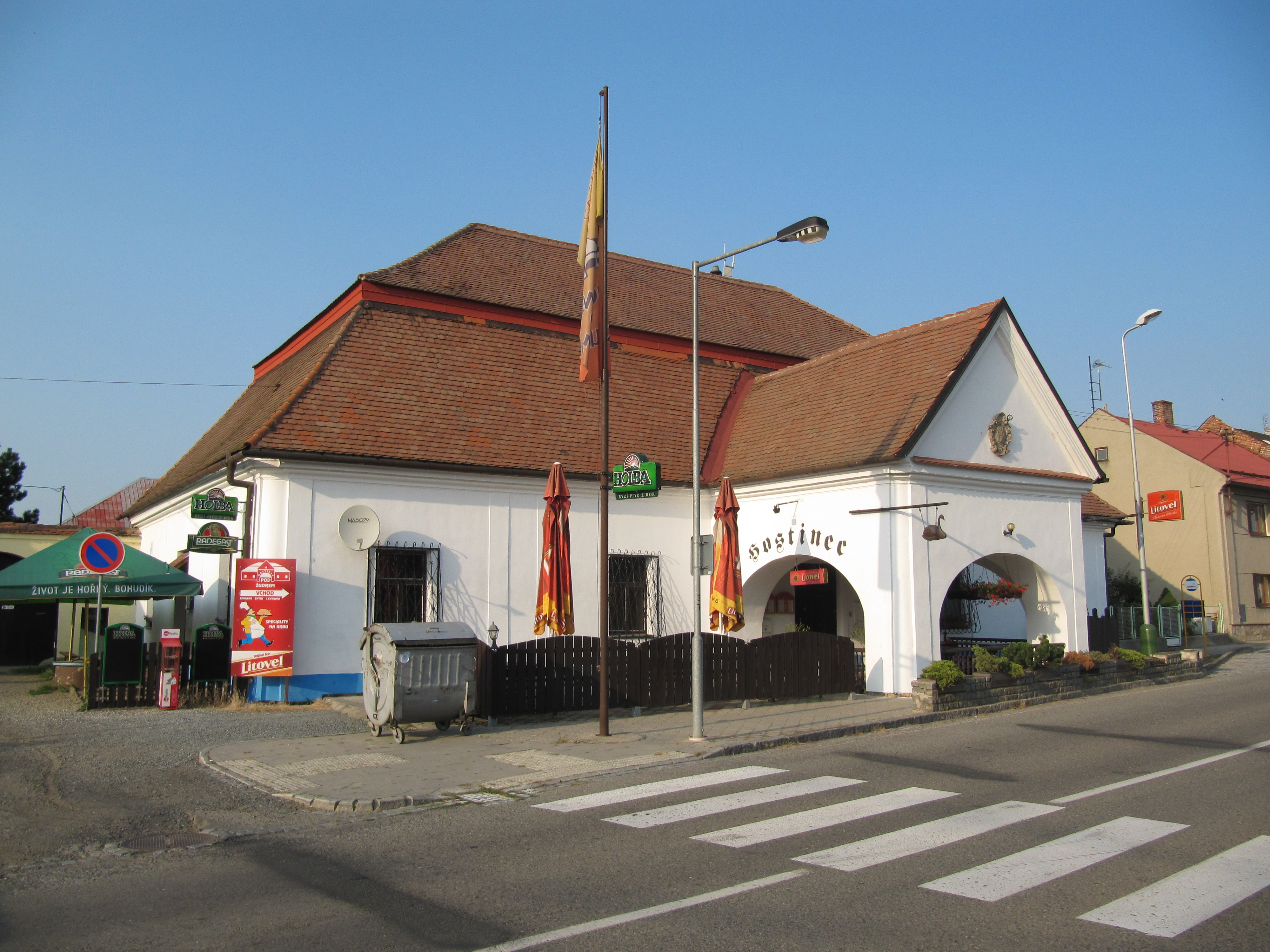
Barokní stavba hostince v Ústíně, při které se dochoval hanácký žudr, patří mezi chráněné kulturní památky

Pro oblast Hané představuje charakteristický doklad zdejší kultury selský dům – grunt. Původně se jednalo o přízemní, někdy zvýšené, roubené domy, které později nahrazovaly hliněné stavby s valbovou střechou budované především z nepálených cihel. Od 2. poloviny 19. století byla vesnická obydlí na Hané postupně přestavována či budována z cihel pálených. Tyto nově budované stavby byly typem špýcharových domů, většinou zvýšené a neomítnuté, přičemž valbové střechy kryté došky u nich nahrazovaly střechy sedlové kryté břidlicí či pálenými střešními taškami. Typickým specifikem hanáckých domů byly až do 19. století tzv. žudry. Jednalo se o mohutný rizalit vystavěný před vstup do domu, přičemž v jeho patře byla umístěna sýpka. Většina žudrů však od poloviny 19. století postupně zanikala a do dnešních dnů se tak tento stavební prvek na hanáckých domech zachoval pouze ojediněle. Dalším specifickým prvkem architektury jsou náspy, v podstatě arkádové zápraží, převisem střechy kryté vyvýšené chodníčky podél stěny domu ve dvoře, původně z nasypané a upěchované zeminy, později i dlážděné.

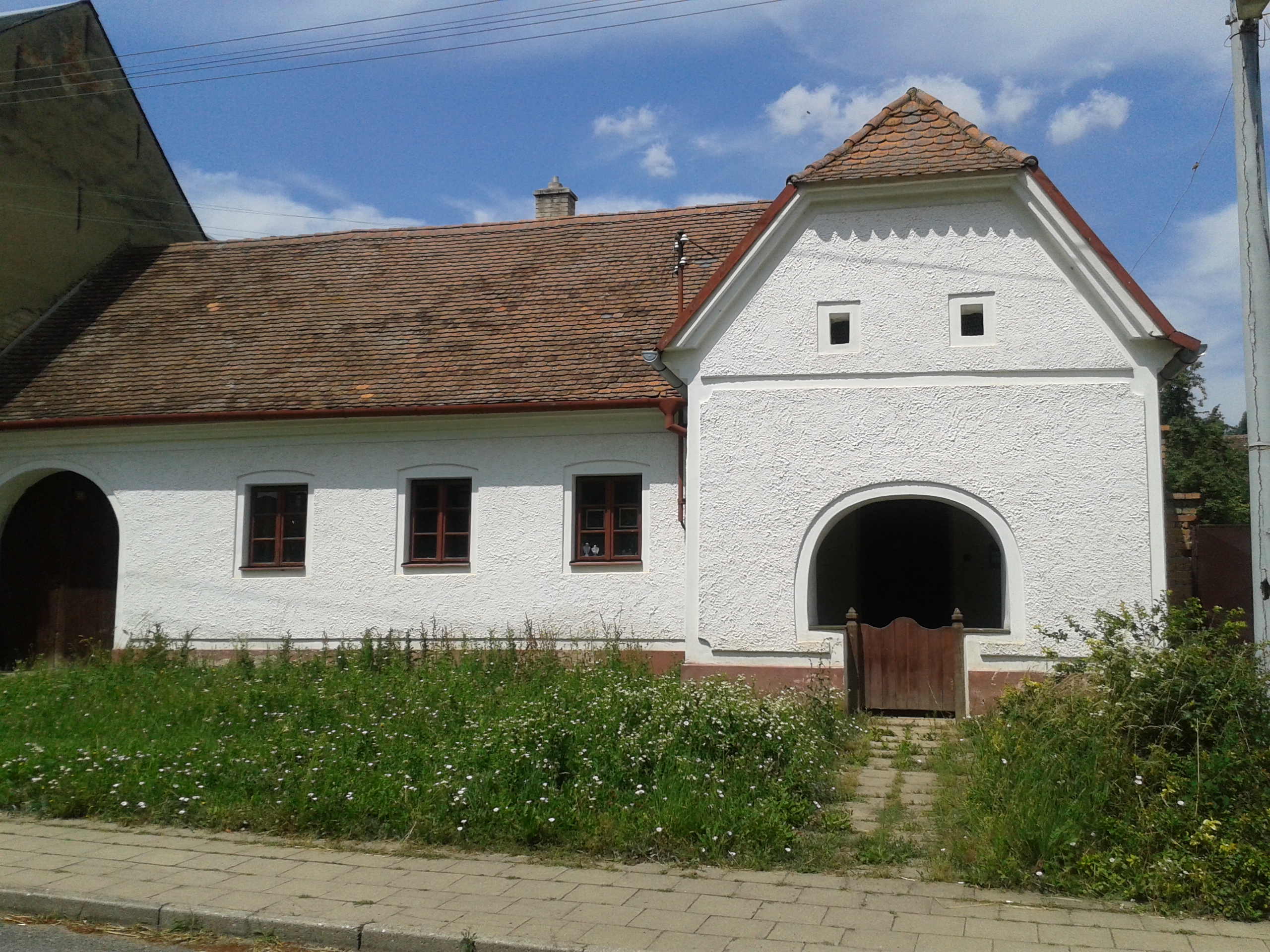
Usedlost v obci Lysovice se zachovalým žudrem

Vesnická stavení byla na Hané nejpozději v průběhu 18. století na většině míst orientována okapově. Štítově orientovaná zástavba se dochovala především v severní části Hané, hlavně v okolí Zábřehu, Mohelnice, Loštic a Uničova. Jednotlivé usedlosti byly v rámci každé vesnice stavěny těsně vedle sebe. Průčelí domů byla většinou rozdělena na tři části, kdy žudr vystavěný uprostřed průčelí dělil stavení na část s obytnými místnostmi a část, kde byly umístěny komory. V předzahrádce, která se často nacházela před obytnou částí domu, byly vysazovány vonné a okrasné rostliny. Před komorami bývaly zasazovány lípy nebo ovocné stromy jako například hrušně či ořešáky. Do dvora, který býval od poloviny 19. století vybavován arkádovým zápražím, se z ulice vjíždělo průjezdem.
Za obytným stavením se rozprostíral dvůr, který ze stran od sousedících pozemků oddělovaly chlévy, sloužící jako přístřeší pro chovaný dobytek, a kůlny, kde bývaly odstaveny vozy a uskladněno hospodářské nářadí. Ze zadní strany pak většinou každý dvůr uzavírala vyšší zídka s vraty, která uzavřený prostor dvora oddělovala od přiléhající zahrady. V zahradách, které často sloužily jako sady, bývaly vysazovány ovocné stromy jako například jabloně, hrušně, morušovníky nebo slivoně. Konec zahrady pak u většiny usedlostí uzavírala dřevěná stodola, někdy označovaná jako humno. Pro prostor za stodolou, kde zastavěná oblast většiny vesnic přecházela ve volnou krajinu s polními cestami či polnostmi, se vžilo označení „humna“ či „za humny“.

### Kuchyně
Důležité místo ve zdejší kuchyni v minulosti zaujímaly pokrmy vyráběné z obilnin, především kaše. Ty se připravovaly nejen moučné nebo krupicové, ale též fazolové či hrachové. Vedle kaší představovaly důležitou složky potravy polévky, které se vařily z česneku, zelí, bůčku nebo sýra. Polévka připravovaná z tvarůžků se nazývá syrnica.

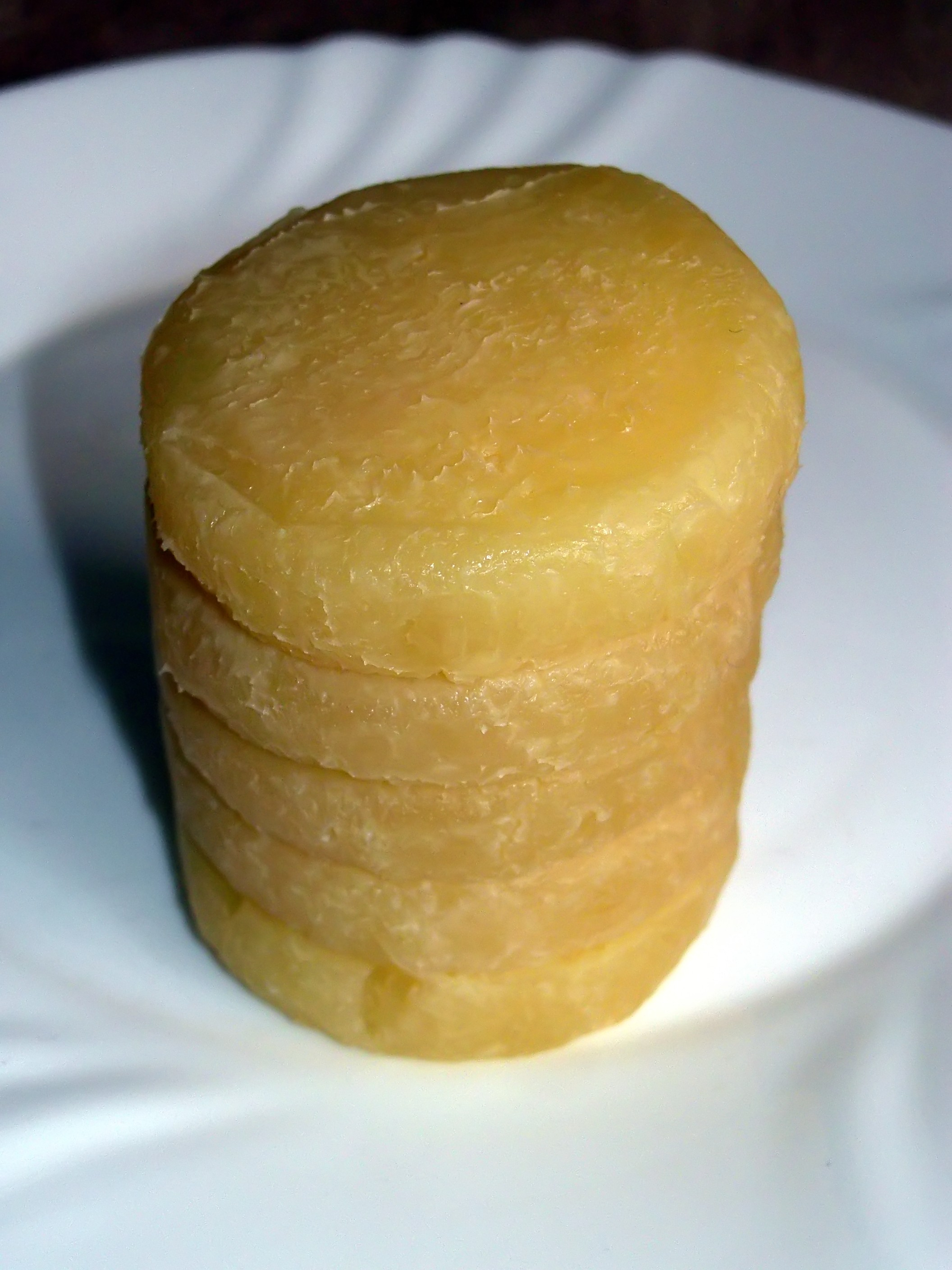
Tvarůžky

Maso se v minulosti konzumovalo především po zabijačkách nazývaných šperke, které se obvykle konaly v zimních měsících. Většinou byla během nich porážena prasata. Získané maso se následně kvůli konzervaci udilo. Sváteční pokrmy se podávaly spolu s omáčkami, které bývají rozdělovány na černé a bílé. Černá omáčka se vařila z černého piva, perníku, bezinkových povidel a sušených švestek, přičemž se do ní přidávaly rozinky a ořechy. Základ bílé omáčky tvořila smetana, často doplněná křenem. K místní kuchyni neodmyslitelně patří také pečivo, koláče a buchty z kynutého těsta plněné mákem. Další tradiční sladké pokrmy představují například bramborové placky s mákem, cukrem nebo povidly známé jako hertepláky, bramborové placičky s tvarohem a mákem nazývané pukáče, ovocná bublanina – cviboch nebo tróč – kynutý ovocný koláč s drobenkou. Zřejmě nejznámějším pokrmem spojeným s Hanou jsou Olomoucké tvarůžky známé též jako syrečky nebo tvargle.
Mírné klima vytváří na Hané ideální podmínky pro sadařství, přičemž v regionu dominuje pěstování jablek, hrušek, švestek, rybízů a dalšího ovoce. Tradici má na Hané díky síti vodních děl i rybníkářství a chov ryb. Z místních nápojů lze jmenovat Hanáckou kyselku. Tento pramen obsahující vysoké množství minerálních látek se nachází v obci Horní Moštěnice. V kraji proslulém pěstováním obilnin a chmele se tradičně vaří také pivo. Dnes představují největší hanácké pivovary Litovel a přerovský Zubr, avšak nachází se zde také velké množství malých pivovarů. Vedle ovocných pálenek je tradičním hanáckým destilátem režná pálená ze žita (hanácky rež). V prostějovské palírně U Zeleného stromu se Starorežná vyrábí od roku 1518.

### Zvyky

#### Hanácké právo

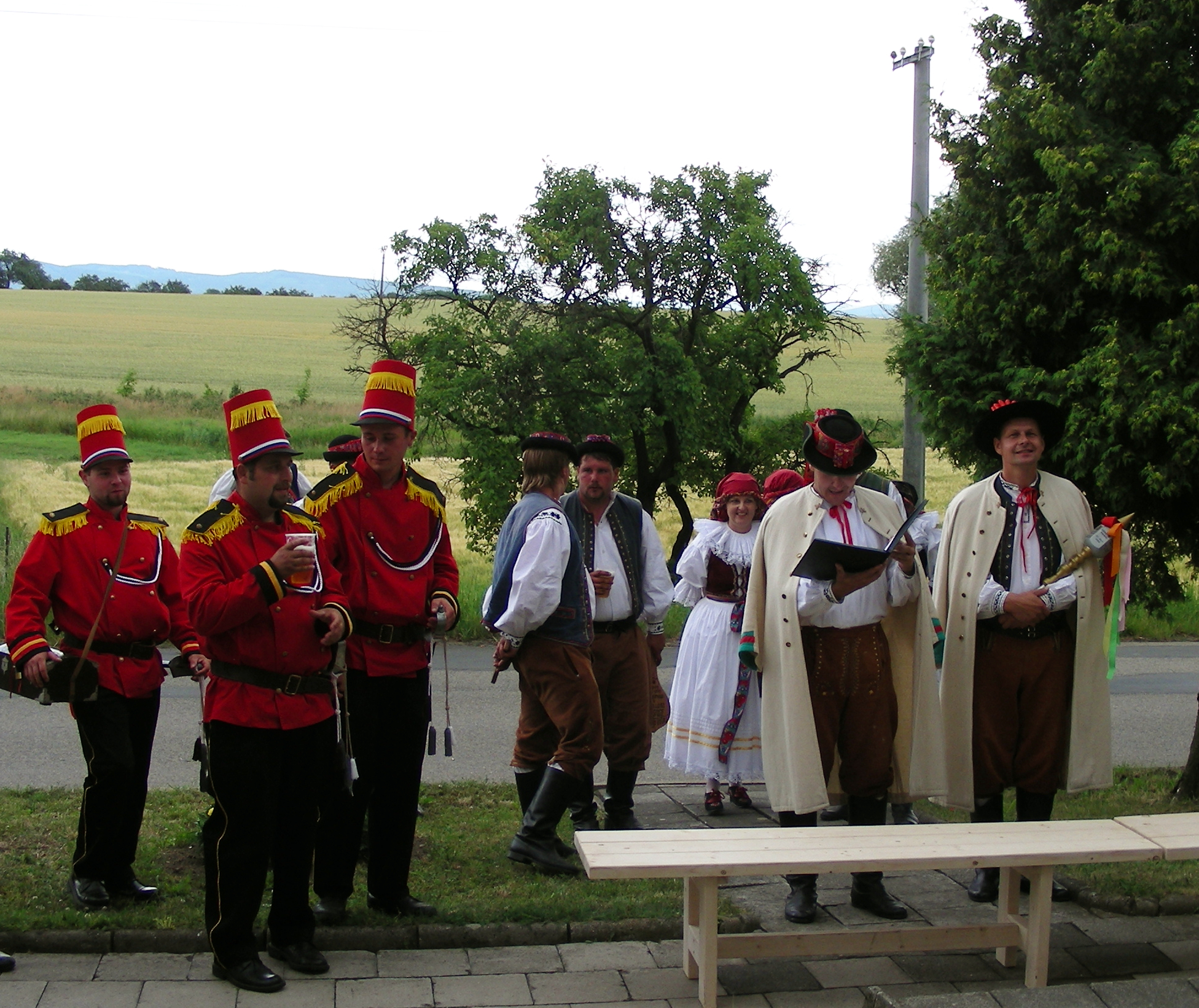
Vykonávání Hanáckého práva v roce 2008 v Kostelci u Holešova

Ostatkové či též hanácké právo rozšířené především na střední Moravě patří mezi tradiční zvyky spojené s oslavami masopustu. Zástupcům vesnické chasy, kteří byli obvykle označování jako stárkové, bývala v rámci těchto oslav zapůjčena práva rychtáře či později obecního úřadu. Symbolem takto zapůjčeného práva byl ozdobený meč, šavle či hůl. Během ostatkové zábavy zasedali mladí chasníci v hospodě ke stolu, nad nějž byla obřadní šavle zaseknuta do stropu. Pod právem se pak konala parodická napodobování soudních jednání, během nichž byli před chasu předvoláváni jednotlivci ze vsi. Usvědčení provinilci pak byly nuceni buď uhradit chase peněžitou pokutu nebo byli obřadně zbiti vařečkou známou jako klapačka, lopatka, pleskačka či ferula. V některých oblastech Hané se během masopustu konaly veselé obchůzky vsí, označované jako vodění práva. Členové jednotlivých domácností, u kterých se průvod zastavil, byli po žertovných procesech rovněž vypláceni vařechou, přičemž byli chasou přidržováni na připravené lavici. V závěru masopustu pak chasa vracela právo zpátky rychtáři. Tyto slavnosti se na mnoha místech v různých podobách udržují i dnes.

#### Hanácká svatba
Svatba představuje tradiční přechodový rituál, s nímž se pojí výrazné projevy hanáckého folklóru. Na silně religiózním venkově se svatby většinou konaly o masopustu či po Velikonocích, přičemž tradičním dnem určeným pro svatby bylo úterý. Ráno ve svatební den se ženich spolu s průvodem vypravil k domu nevěsty. V případě, že byla jeho snoubenka přespolní, jela spřežení do její vesnice. Při oblékání do svatebních šatů stávala nevěsta v některých případech v díži na kynutí chleba, což jí mělo zaručit plodnost a vládu nad jejím manželem. Po řeči družby a požehnání rodičů byla vystrojená nevěsta vydána ženichovi, načež se celý průvod vypravil na obřad do kostela. Při cestě z kostela většinou následoval rituál zalikování, kdy byla novomanželům mířícím na hostinu přehrazena cesta a ženich byl nucen svou nevěstu vyplatit. K začátku nebo průběhu svatební hostiny patřil zvyk házení do žita, při němž byli jednotliví svatebčané postupně vyzýváni, aby do talíře s žitem či pšenicí položeného před nevěstu házeli peníze. Pak následovalo přinesení mohutného svatebního koláče. Mezi pokrmy servírované při svatební hostině patřila lukšová nebo dršťková polévka, hovězí maso s křenovou omáčkou, vepřová pečeně se zelím či vdolky.

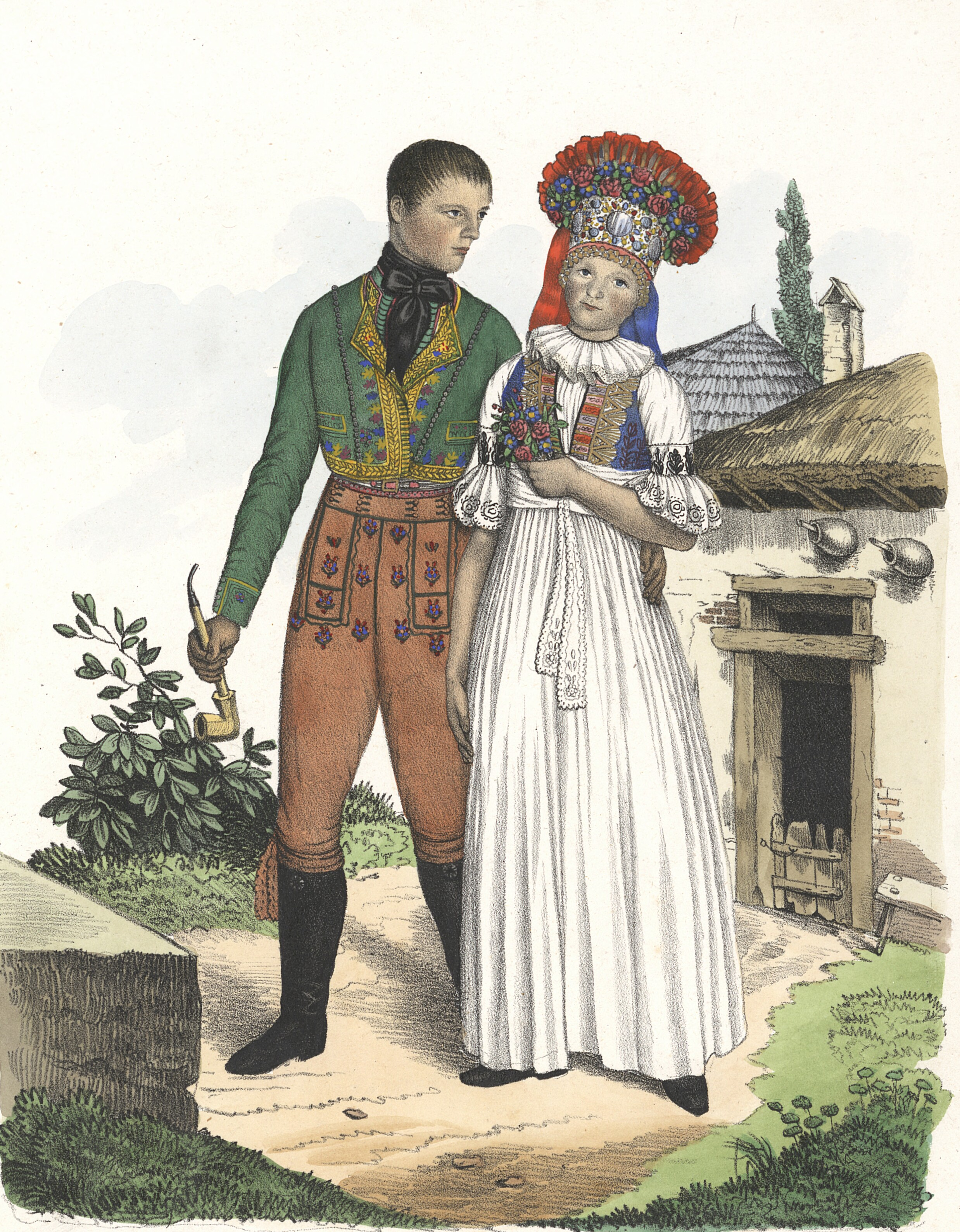
Mladý hanácký pár z tovačovského panství, Wilhelm Horn 1837

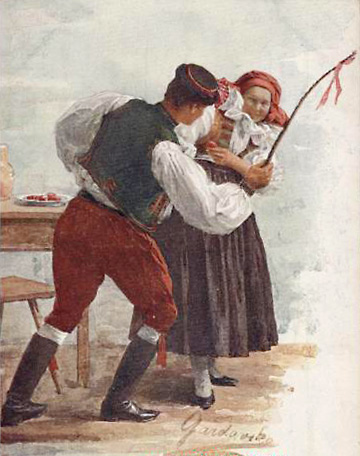
Chlapec šlehající dívku pomlázkou o Velikonočním pondělí zachycený na obraze Marie Gardavské z počátku 20. století

Nepřehlédnutelný prvek ženského svatebního kroje představovala honosná pokrývka hlavy, pro kterou se vžilo označení pantlék. Tato nevěstina koruna byla tvořena obručí a lepenkovou kostrou, jež zdobily korálky, flitry a kytice většinou zřejmě umělých růží. Na vrchol koruny býval umístěn samotný pantlék, tedy věnec červených mašlí, z nichž dozadu visely červené stuhy. Dalším ze svatebních doplňků nevěstina kroje byla vyšívaná přehozová plachta známá jako úvodnice, kterou si dívka během svatebního obřadu přehazovala přes lokty. Po narození dítěte pak v úvodnici brala matka do kostela své novorozeně. Ženich měl na hlavě klobouk bohatě zdobený pentlemi, umělými květinami a péry. Jeho kroj pak při svatbě doplňoval červený lipský šátek, který mu byl přivazován od pravého ramene k levé kyčli. Součástí svatebních zvyků bylo i předávání svatebních darů. Nevěsta často ještě před obřadem posílala svému nastávajícímu vyšívanou tenčici nebo šátek. Ženich pak obdarovával svou nevěstu stříbrnými mincemi, které jí kladl do klína, nebo střevíci, jimž se říkalo poslušné. Po svatební hostině následovalo čepení nevěsty. Během tohoto rituálu odstranily provdané ženy nevěstě její zdobnou pokrývku hlavy a zapletly její vlasy okolo hlavy. Dívka obdarovaná čepcem, tak byla uvedena mezi dospělé ženy. Ženich směl po svatbě poprvé obléknout plášť a nevěsta z jeho klobouku "otrhala" pentle a další ozdoby. Mezi zvyky spojené se svatbou patřilo také rozšířené stínání kohouta, který byl po hostině souzen a zabit pro své údajné hříchy.

#### Honění krále
Svátek letnice byl na mnoha místech Hané v minulosti spojen se zvykem honění krála, jenž býval označovaný též jako zvyk jet na krále, jezdit po králoch, hledat krála či jízda s králem. Během tohoto obřadu se mladíci na koních seskupili do družiny doprovázející vybraného mladého chlapce – krále oblečeného v ženských šatech a ozdobeného květy. Družina vyzbrojená šavlemi pak projížděla vsí a posléze i okolními obcemi a žádala po přihlížejících výslužku. Jezdci navíc eventuálně bránili svého krále, aby se jej nezmocnili mladíci ze sousedních vsí. Rivalita mezi jednotlivými obcemi v minulosti mnohdy přivodila násilné střety mezi družinami. Například v roce 1819 se u Lověšic krvavě střetly skupiny přibližně 80 jezdců z Horní Moštěnice, Bochoře, Lověšic a Šířavy. Při tomto incidentu známém jako bitva čtyř králů bylo osm mladíků usmrceno přímo v boji a dalších pět zemřelo na vážná zranění krátce poté. Zvyk honění krále patrně vycházel z původních jezdeckých závodů, kdy jako král býval označován vítěz takovéto soutěže.
Na většině míst na Hané tento zvyk povětšinou zanikl již v polovině 19. století. Snahy o jeho obnovení zesílily v 90. letech 19. století a pokusy o oživení přicházely i ve 20. století. S podobným zvykem, který bývá povětšinou označován jako Jízda králů se dodnes setkáme na Slovácku. Na Hané se o obnovu tohoto zvyku snaží například v Kojetíně či Chropyni, kde bývají během Hanáckých slavností konány Jízdy krále Ječmínka.

## Významná města a místa na Hané

### Města

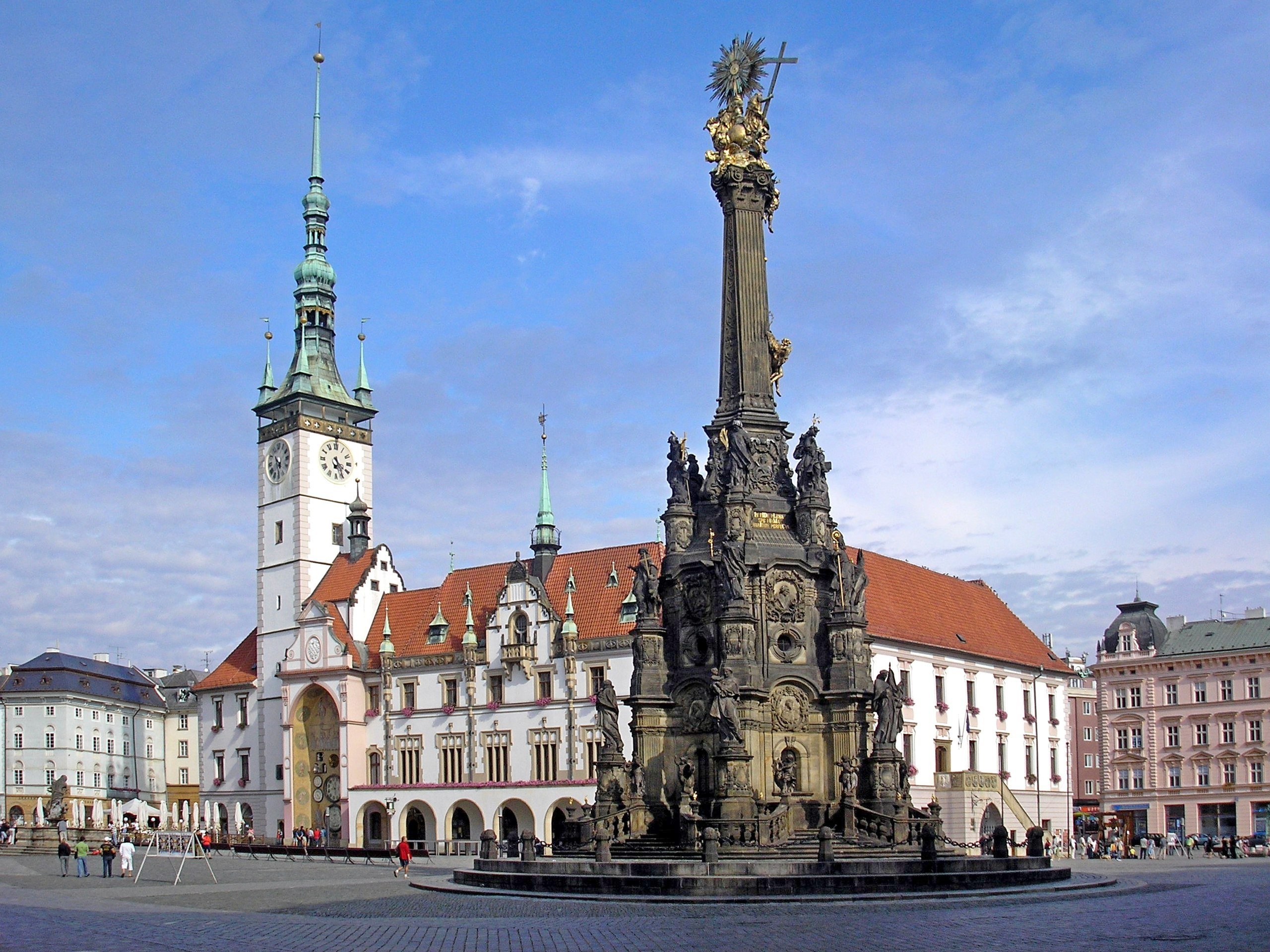
Horní náměstí v Olomouci

- Olomouc – metropole Hané a první zemské hlavní město Moravy. V Olomouci proslulé množstvím významných historických památek sídlí Vrchní soud, Vrchní státní zastupitelství, Krajský soud Ostrava-pobočka Olomouc, Právnická fakulta, krajský úřad, Největší nemocnice v kraji Fakultní nemocnice Olomouc, olomoucká arcidiecéze a Univerzita Palackého. Olomouc je univerzitním městem a bývá označována jako hanácký Oxford.[90]

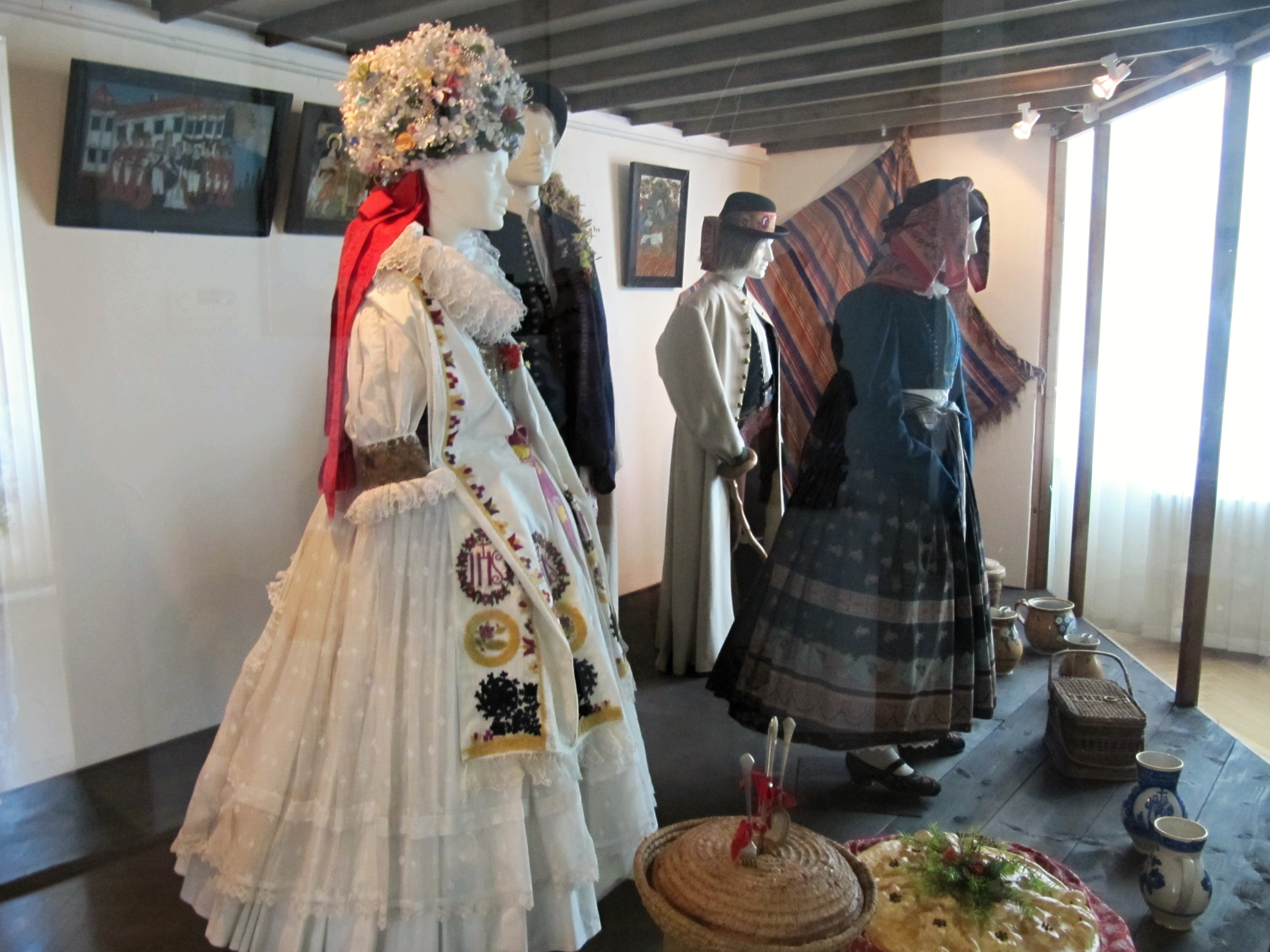
Etnografická část expozice v muzeu Komenského v Přerově

- Přerov – hospodářské a kulturní centrum východní Hané. Přerov proslul jako významné působiště Jednoty bratrské. Dnes zde sídlí množství průmyslových podniků.

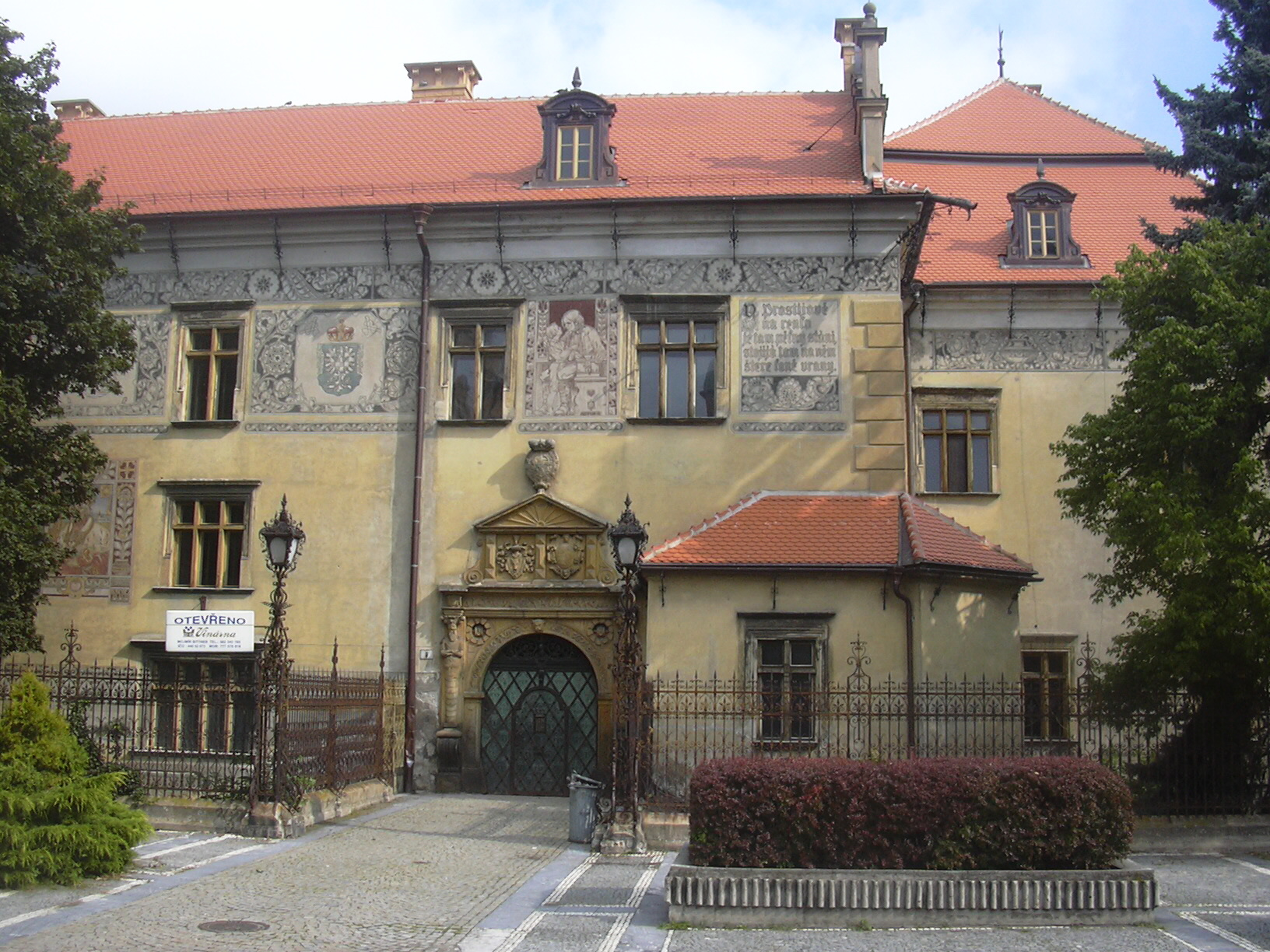
Prostějovský zámek

- Prostějov – hospodářské a kulturní centrum západní části Hané. Ve městě dnes zastává významnou pozici strojírenství a stavební průmysl. V minulosti byl Prostějov proslulý díky textilnímu a oděvnímu průmyslu. Kvůli početné židovské komunitě bylo městu přezdíváno hanácký Jeruzalém.[90]
- Kroměříž – město nacházející se v jihovýchodním cípu Hané. Honosný Arcibiskupský zámek a další památky daly Kroměříži přízvisko hanácké Athény.[90]
- Vyškov – město ležící se v jihozápadní části regionu na řece Hané. Kvůli dochovanému historickému jádru a památkám je označován jako moravské, nebo také hanácké Versailles.[90]
- Tovačov – město nacházející se v centru Hané proslulé díky zdejšímu zámku a rybníkům.
- Litovel – město v severní části regionu se rozkládá na několika ramenech řeky Moravy a proto bývá nazýváno hanácké Benátky.[90]
- Kojetín
- Hulín
- Holešov
- Náměšť na Hané
- Chropyně
- Kostelec na Hané
- Velká Bystřice
- Ivanovice na Hané
- Němčice nad Hanou
- Uničov[p. 1]
- Šternberk[p. 2]

### Památky

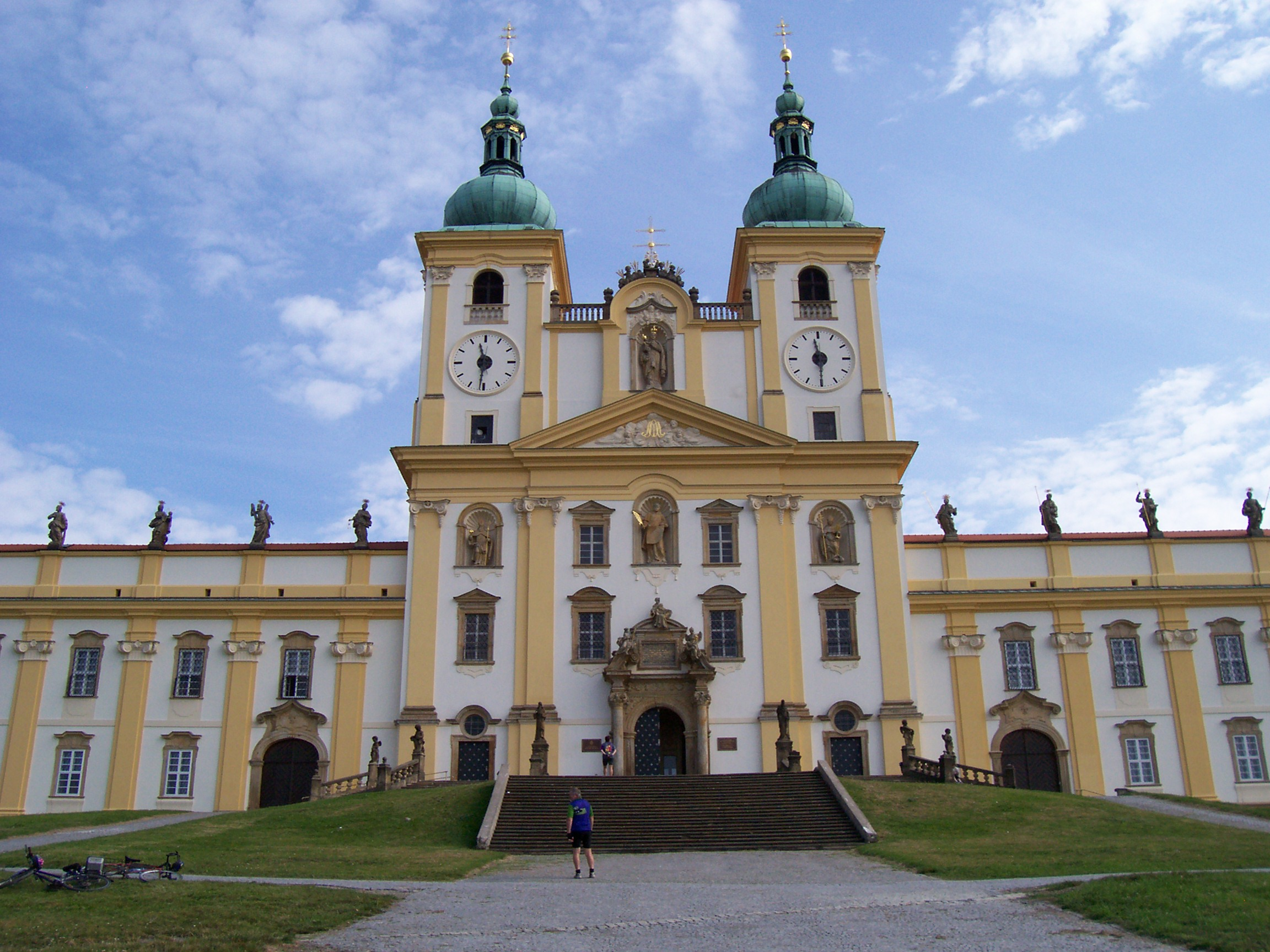
Bazilika Navštívení Panny Marie na Svatém Kopečku u Olomouce

- Sloup Nejsvětější Trojice v Olomouci
- Arcibiskupský zámek, Květná a Podzámecká zahrada v Kroměříži
- Svatý Kopeček u Olomouce
- Hrad Bouzov
- Hanácké muzeum v přírodě, Příkazy
- Zámek Chropyně
- Litovelské Pomoraví
- Javoříčské jeskyně
- Mladečské jeskyně
- Zbrašovské aragonitové jeskyně
- Tovačovský zámek
- Zámek v Náměšti na Hané
- Hanácké muzeum v Cholině
- Zámek Čechy pod Kosířem
- Muzeum Komenského v Přerově
- Synagoga a Židovský hřbitov v Kojetíně

## Galerie

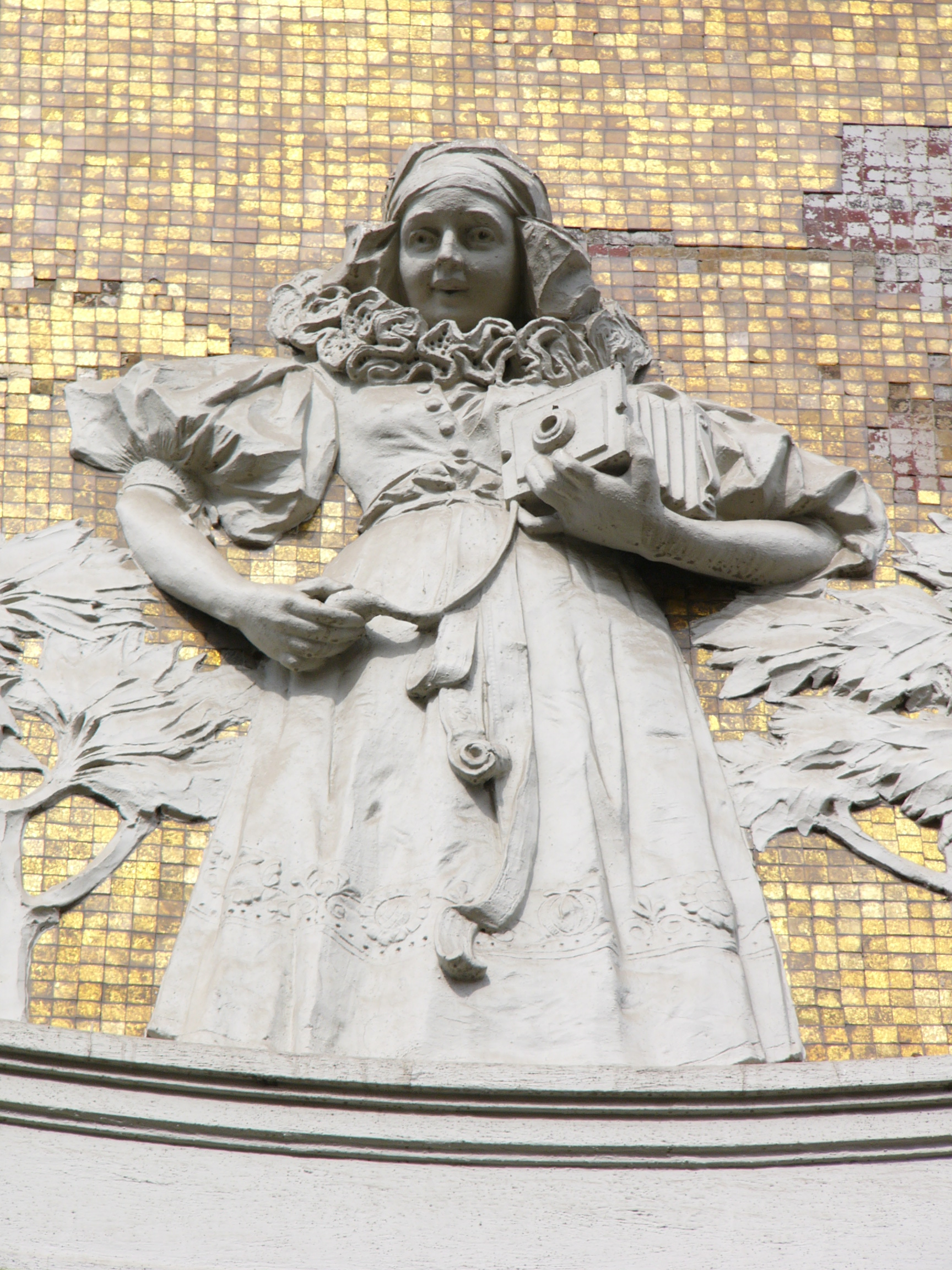
Reliéf dívky v hanáckém kroji nacházející se v Ostružnické ulici v Olomouci
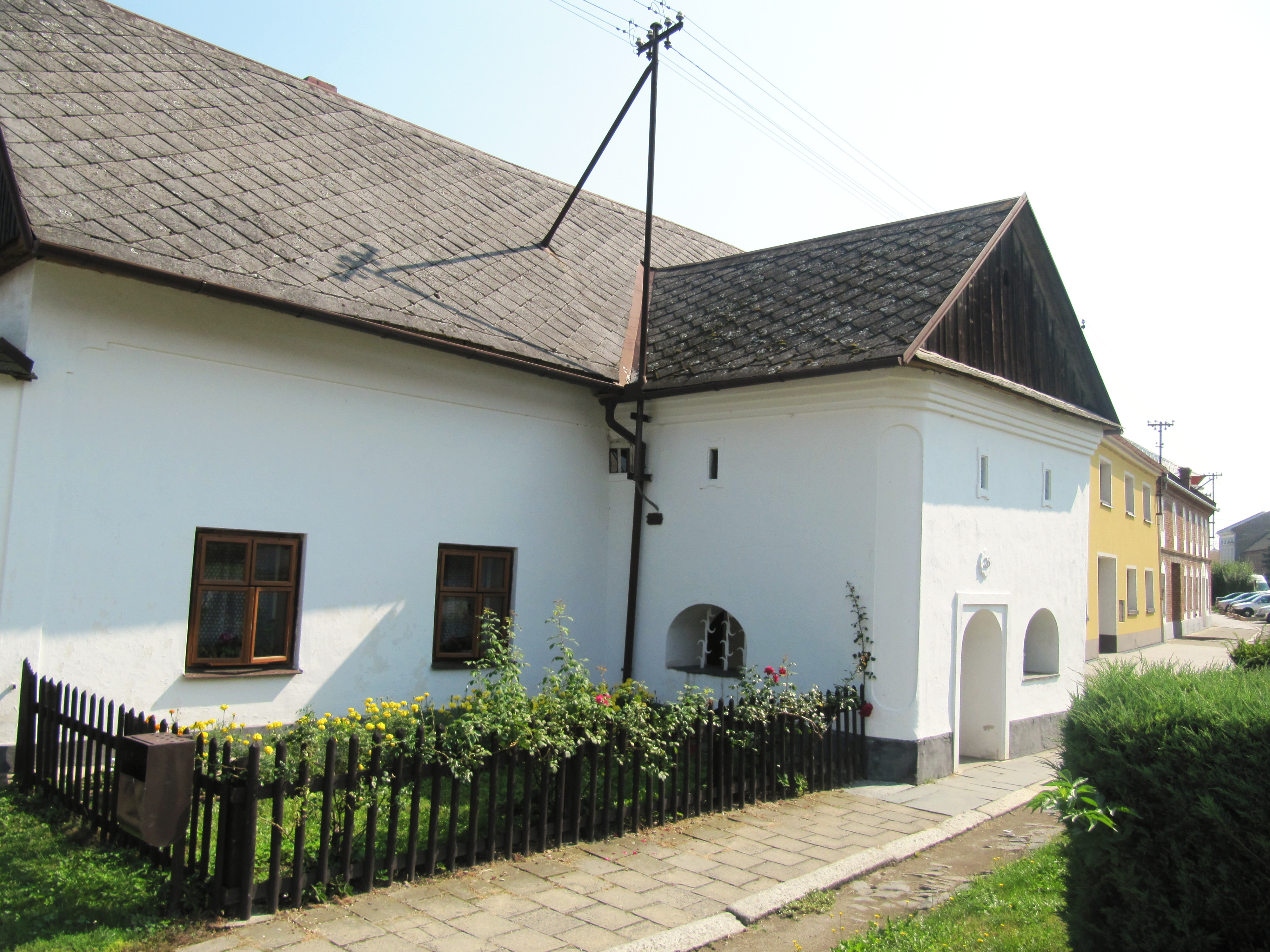
Hanácký žudr[94] v Příkazech
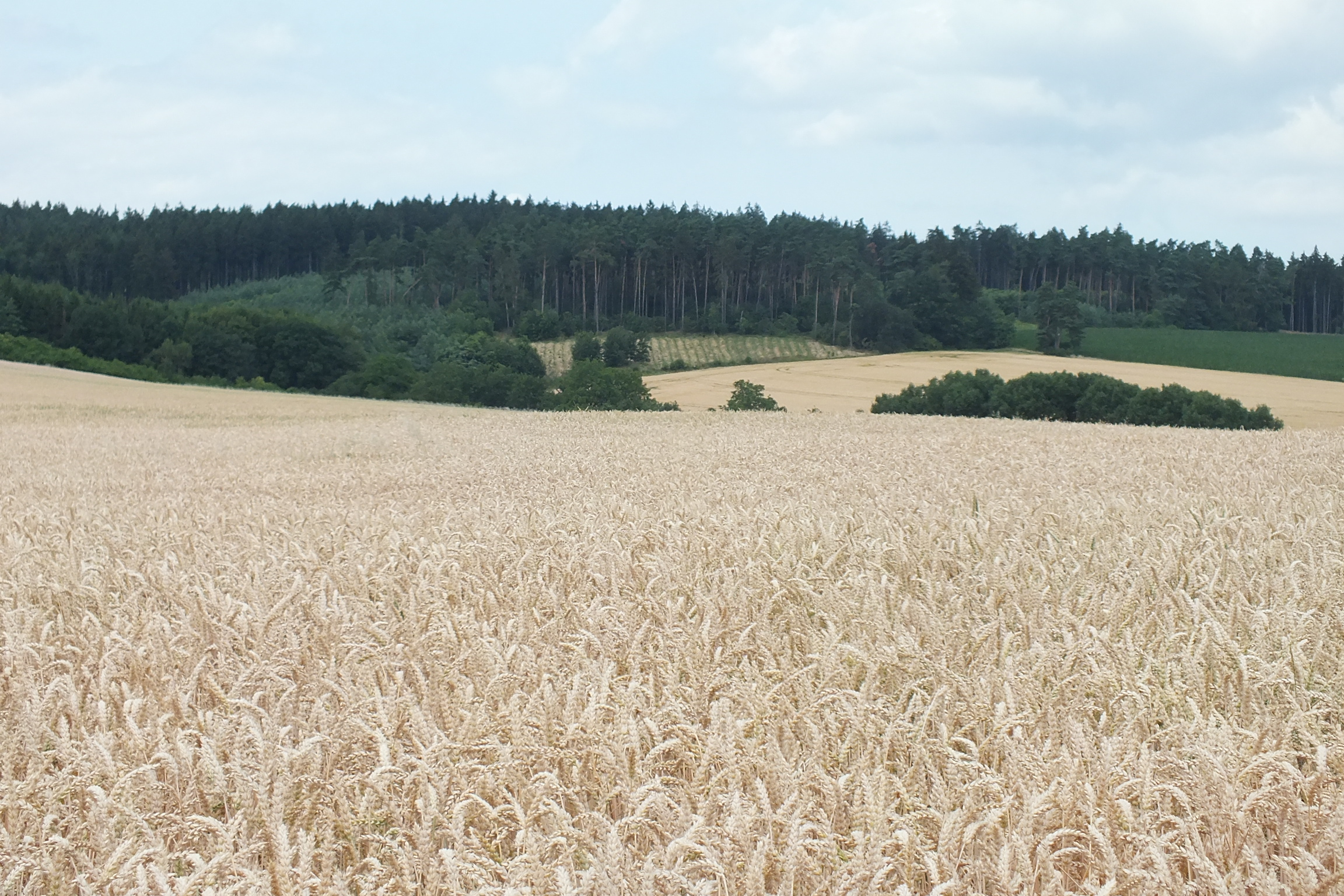
Jihovýchodní svah Velkého Kosíře, který je známý jako Hanácké Mont Blank
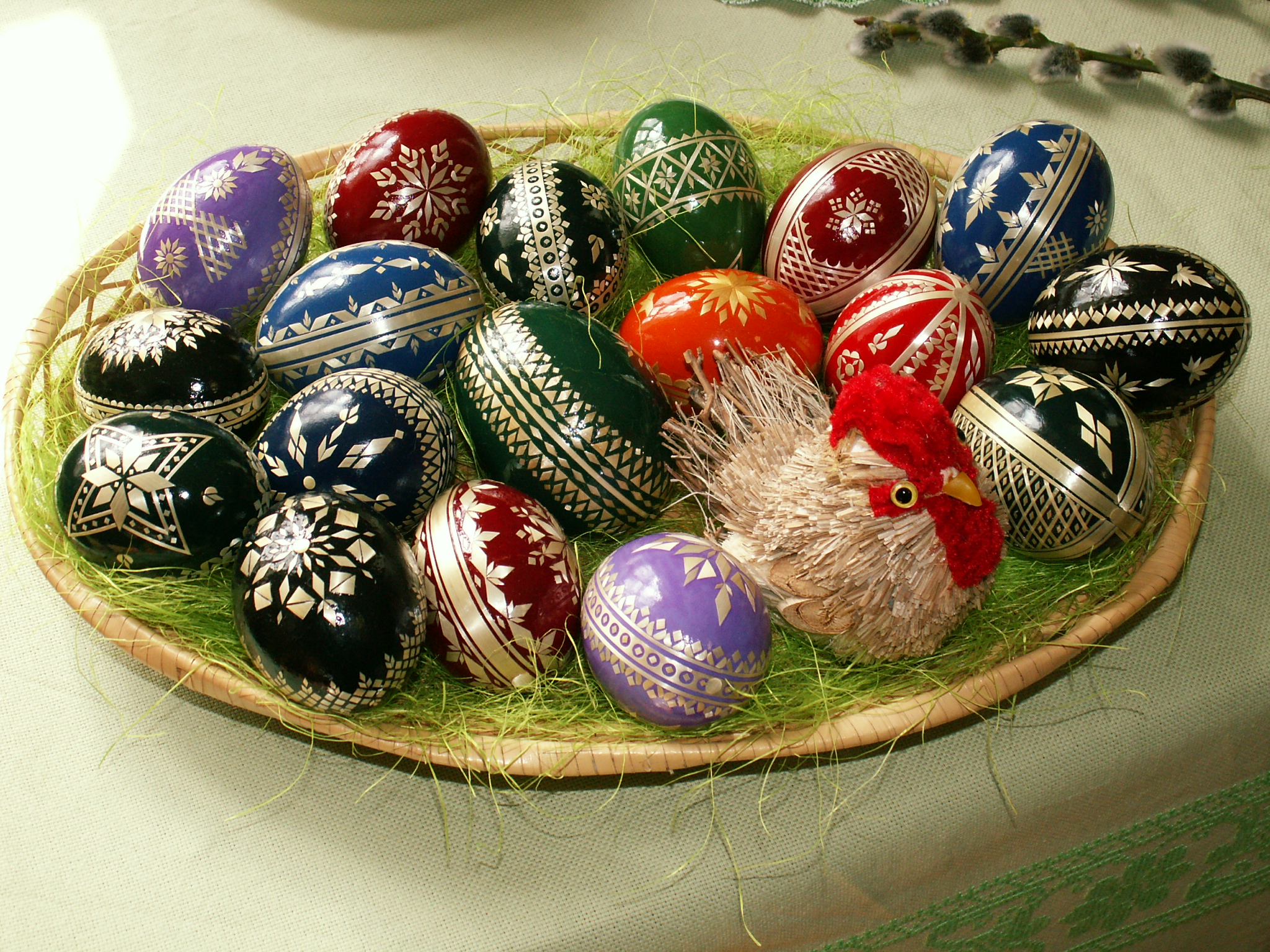
Velikonoční malovaná vajíčka
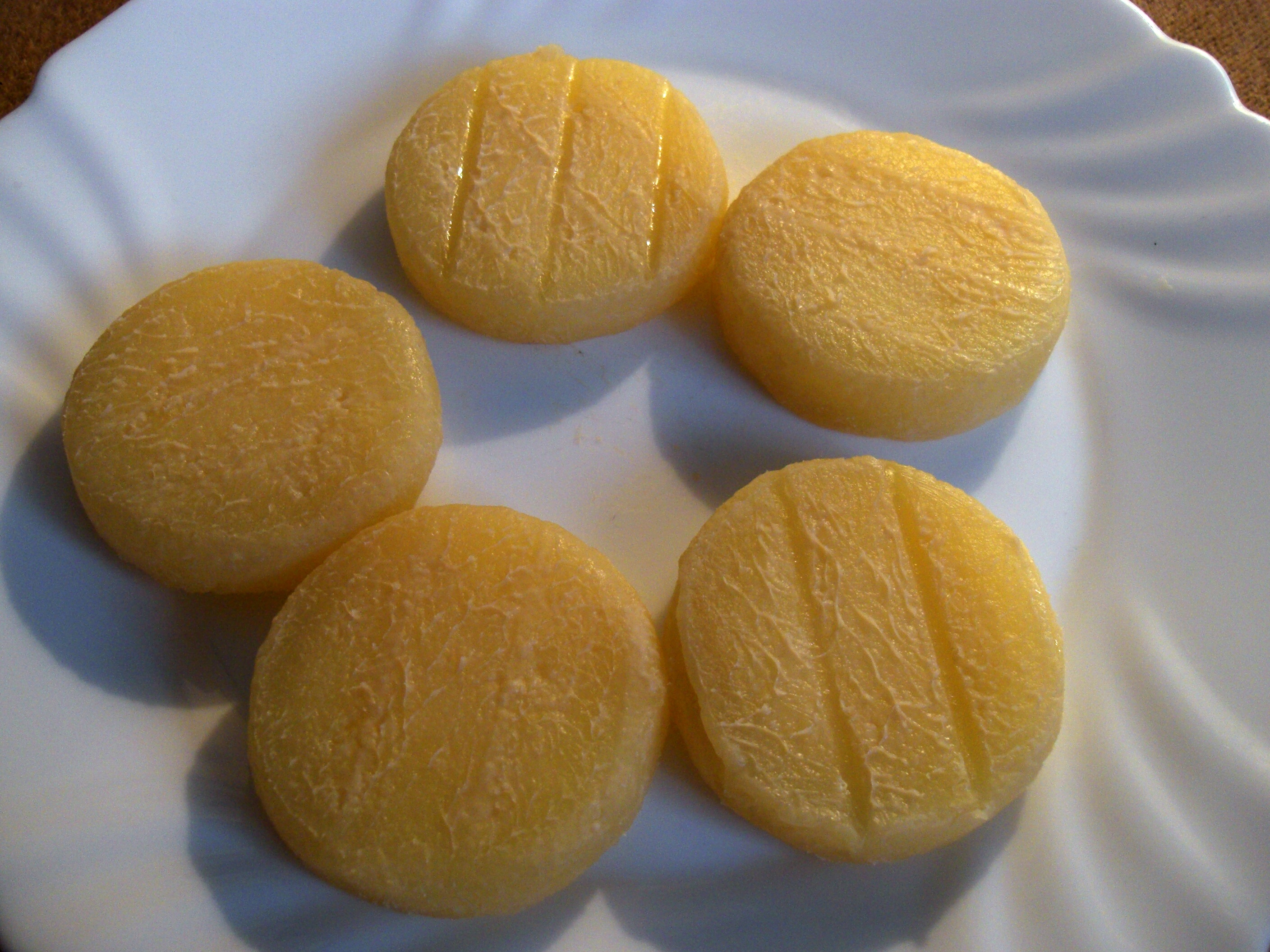
Olomoucké tvarůžky
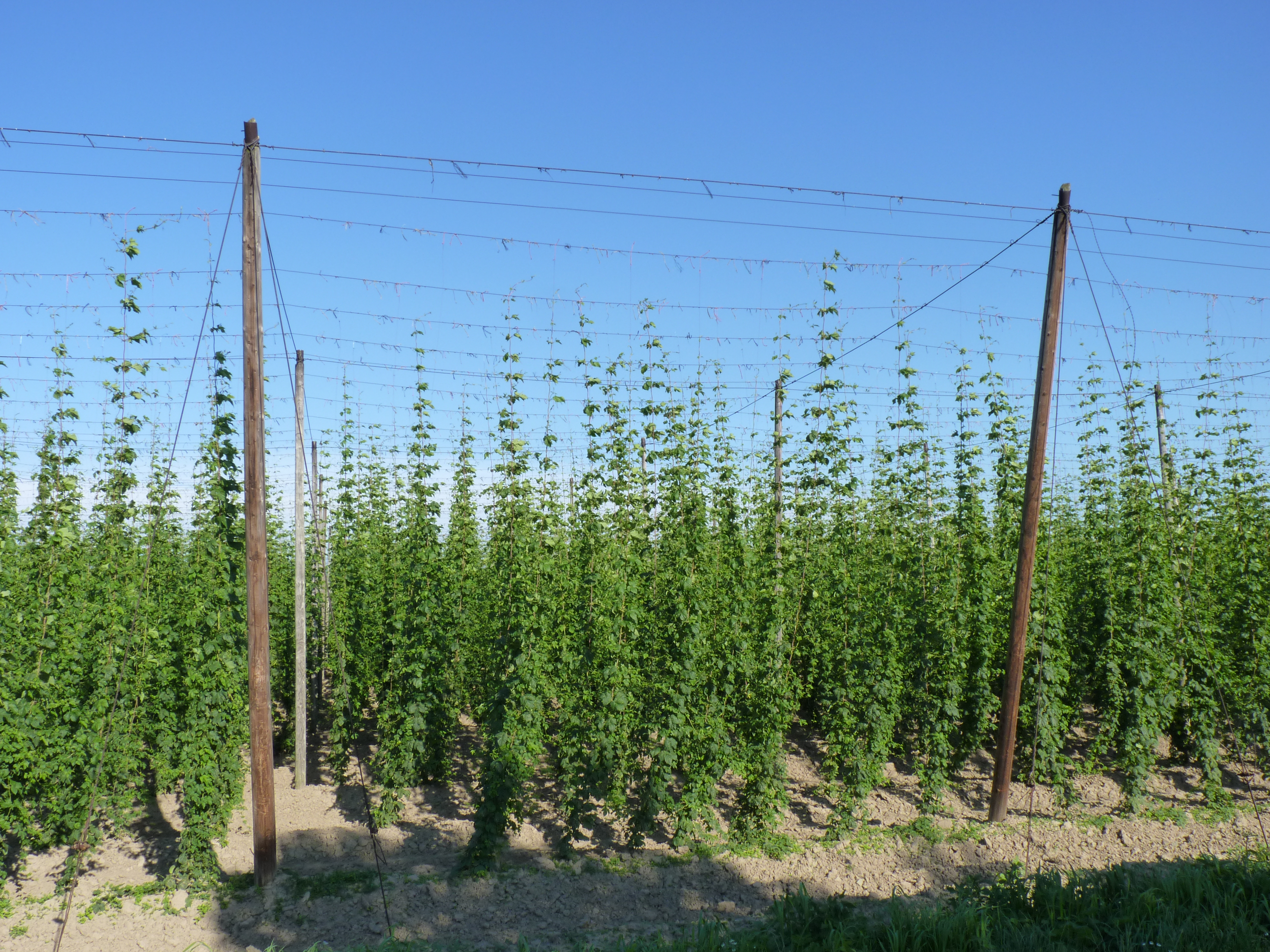
Chmelnice v obci Čechy
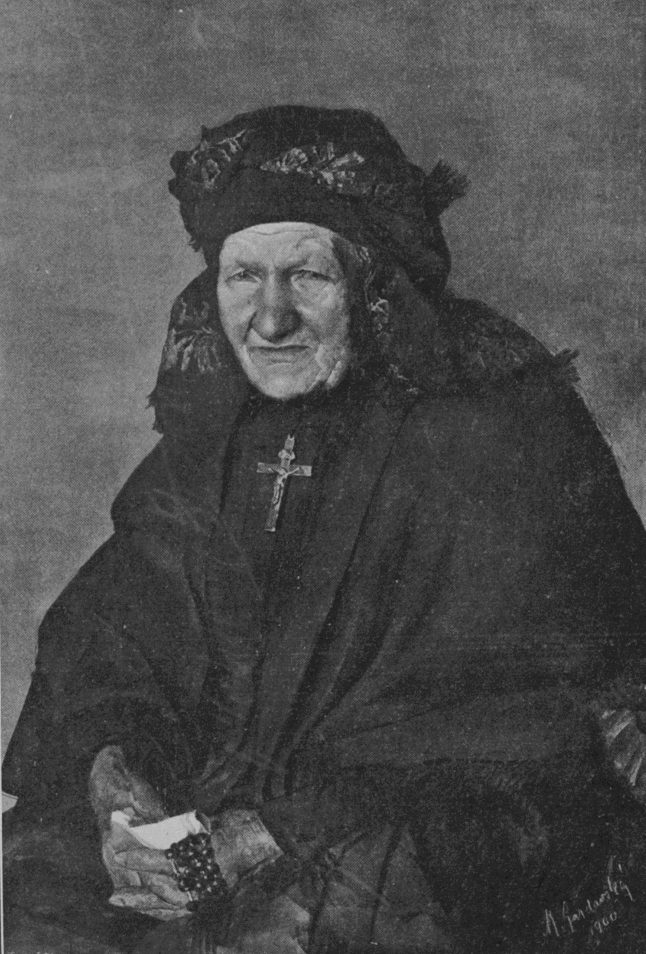
Hanácká stařena z 30. let 20. století
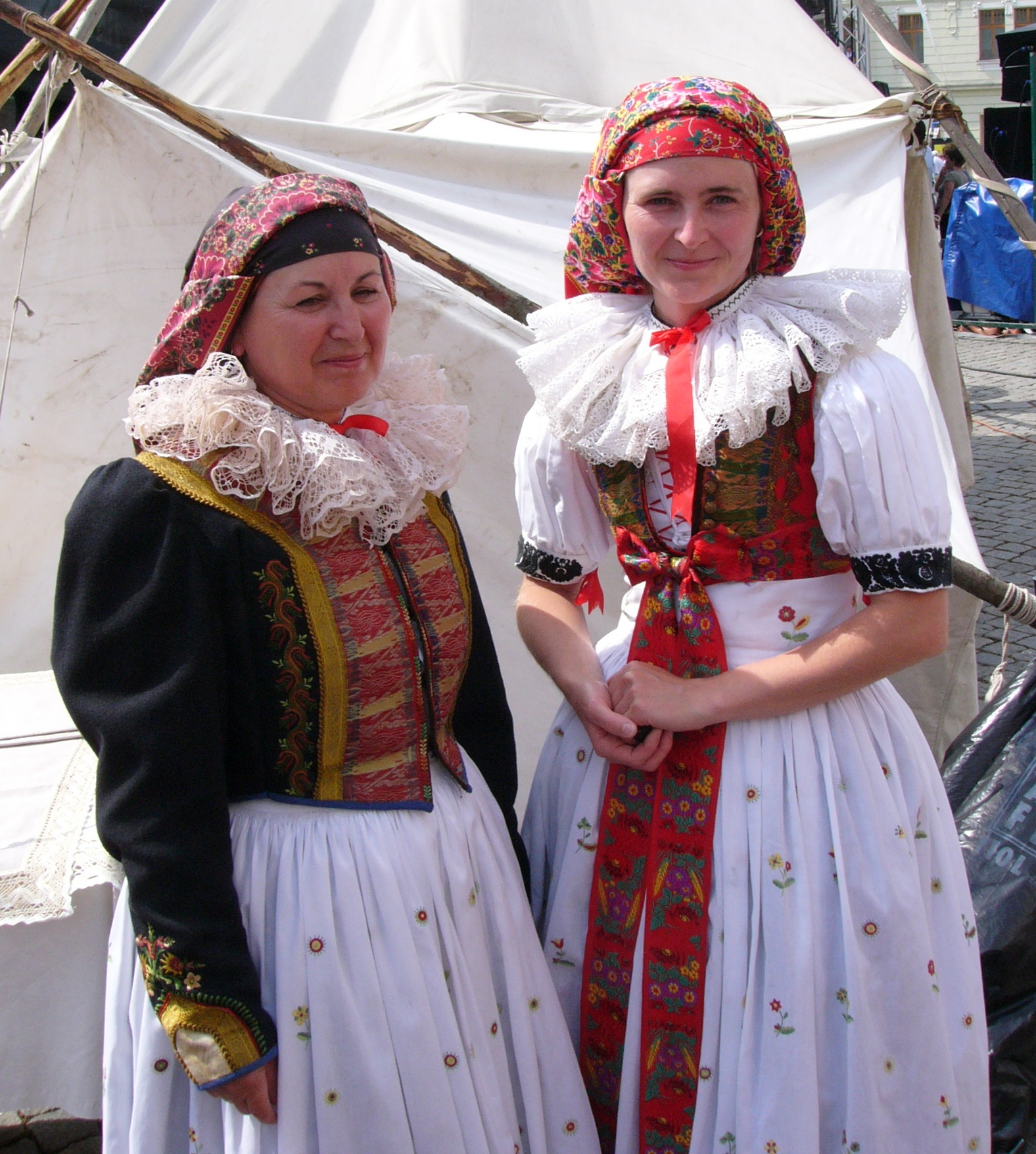
Dvojice žen v hanáckých krojích
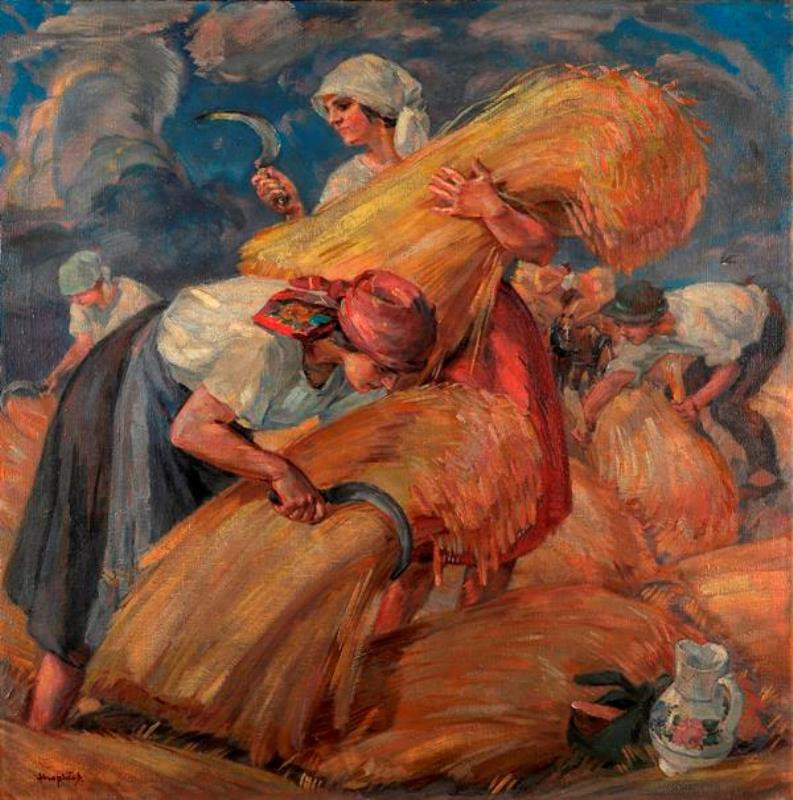
František Hoplíček – Žně
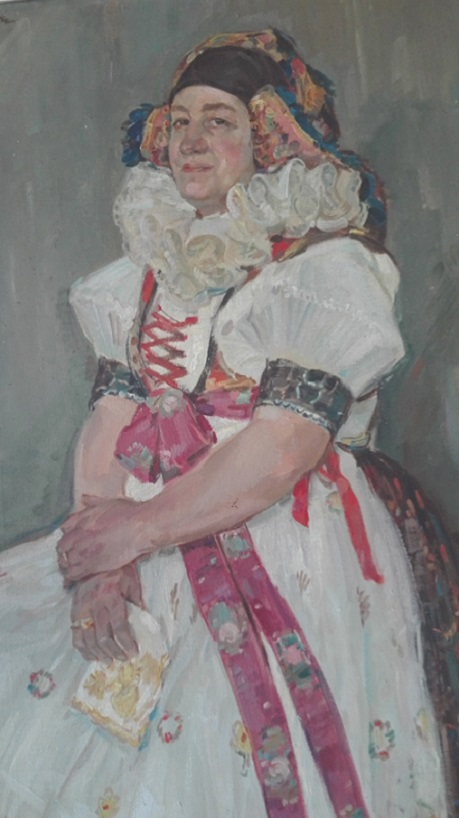
Hanácká selka